# Neues Schloss Herrenchiemsee
Das Neue Schloss Herrenchiemsee ist ein Baudenkmal in der bayerischen Gemeinde Chiemsee im Landkreis Rosenheim. Die Dreiflügelanlage wurde in den Jahren 1878 bis 1886 durch König Ludwig II. von Bayern von Georg Dollmann im Stil des Neubarock erbaut. Als architektonisches Vorbild diente Schloss Versailles. Hervorzuheben sind das Prunktreppenhaus, das Paradeschlafzimmer und die Große Spiegelgalerie. Im Jahre 2025 wurde Herrenchiemsee als Teil der Schlösser König Ludwigs II. von Bayern zum UNESCO-Welterbe ernannt.

## Geschichte

### Entwurf

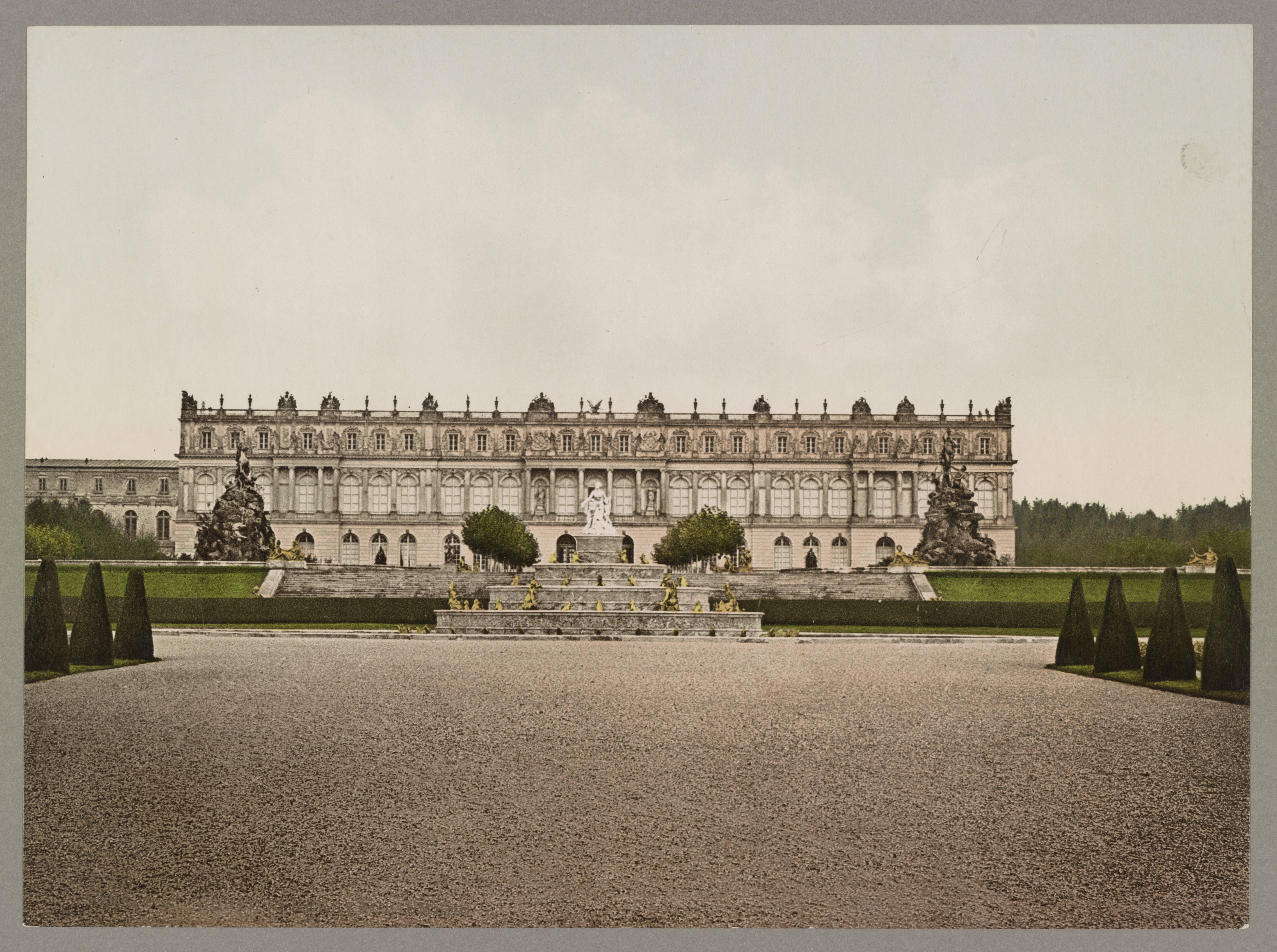
Neues Schloss Herrenchiemsee, 1886

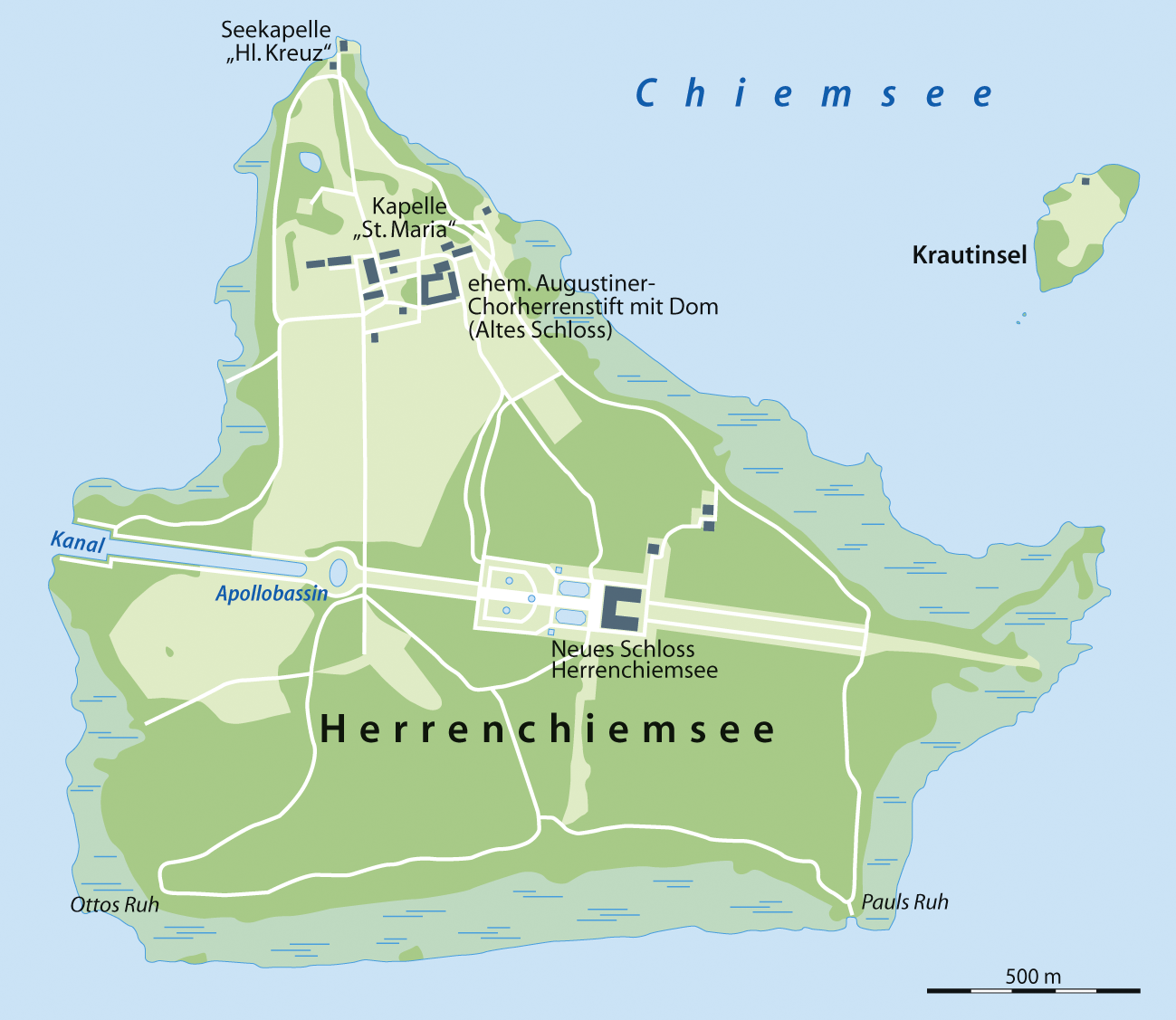
Lageplan von Herrenchiemsee mit dem Alten und dem Neuen Schloss

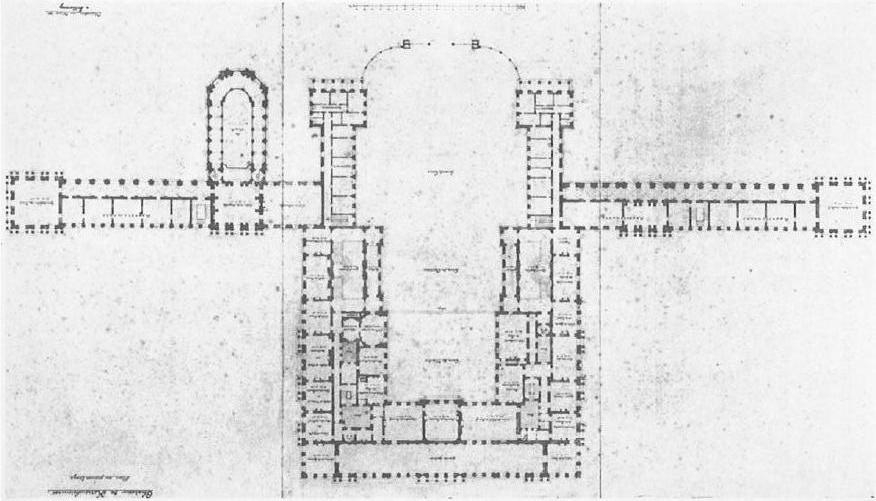
Grundriss des projektierten Schlosses, 1878

Das Schloss befindet sich auf der Herreninsel im Chiemsee, die verwaltungsmäßig ein Teil der Gemeinde Chiemsee ist. Die auch als Herrenwörth bekannte Insel befand sich seit dem Mittelalter im Besitz des zum Bistum Chiemsee gehörenden Klosters Herrenchiemsee. Die Konventgebäude liegen im nördlichen Bereich der Insel. Durch die 1803 erfolgte Säkularisation und einen anschließenden Verkauf des Klosters gelangten sie an den Mannheimer Kaufmann Carl von Lüneschloß. Die früheren Klostergebäude wurden in den Folgejahren zum Teil abgebrochen, zum Teil zum sogenannten Alten Schloss Herrenchiemsee umgestaltet. Das Schloss und die Insel befanden sich von 1840 bis 1870 im Besitz des Grafen von Hunoltstein, der das Anwesen 1870 zum Verkauf anbot. Der Käufer war eine in Württemberg ansässige Holzverwertungsgesellschaft, die eine Abholzung des kompletten Baumbestandes der Insel anstrebte. Die Maßnahmen stießen bei der Bevölkerung auf Ablehnung und fanden in der regionalen Presse heftigen Widerspruch, wodurch der bayerische König Ludwig II. auf die Insel aufmerksam wurde.
Der junge König unternahm im Sommer 1867 eine längere Reise nach Frankreich, auf welcher als ein Höhepunkt der Besuch von Schloss Versailles geplant war. Durch den plötzlichen Tod seines Onkels Otto wurde Ludwig II. jedoch zur Rückkehr gezwungen, ohne das Schloss, mit dessen Geschichte er sich bereits seit Jahren intensiv beschäftigt hatte, gesehen zu haben. Im Dezember 1868 ließ er sich von Georg von Dollmann erstmals Entwürfe für ein Refugium nach dem Vorbild des französischen Schlosses vorlegen, für das als Bauplatz das Graswangtal in der Nähe von Schloss Linderhof vorgesehen war. Dieses Projekt wurde als Meicost Ettal oder auch als Tmeicos Ettal bezeichnet, wobei es sich um ein Anagramm des angeblichen Sinnspruchs des französischen Königs Ludwig XIV. handelte: L’État, c’est moi („Der Staat bin ich“).
Ludwig II. ließ die Entwürfe für das Schlossprojekt mehrfach überarbeiten. Zu Beginn der Planungen wünschte er noch einen Pavillon, der sich in seiner Größe an den Trianon-Schlössern oder an Marly-le-Roi orientiert, doch bereits eine verkleinerte Kopie des Spiegelsaals und der Versailler Gartenfassade enthalten sollte. Die vorgestellten Entwürfe befriedigten Ludwig II. jedoch nicht und wurden mit jeder Überarbeitung aufwendiger. Aufgrund des mangelnden Platzes im Graswangtal konnte das Schloss im letztlich gewünschten Umfang dort nicht realisiert werden und der König ließ die Planungen zugunsten des Ausbaus von Linderhof ruhen. Nachdem eine weitere geplante Reise nach Frankreich 1870 wegen der instabilen politischen Lage – in jenem Jahr brach der Deutsch-Französische Krieg aus – abgesagt werden musste, besichtigte Ludwig II. Versailles schließlich im Sommer 1874. Die französische Regierung ehrte den Staatsgast anlässlich seines Geburtstags am 25. August mit einer Vorführung der Versailler Wasserspiele. Unter dem Eindruck des Besuchs schrieb er im Herbst 1874 an den Grafen Dürckheim-Montmartin:

„…wie an einen wundervollen Traum gedenke ich an meine Reise nach Frankreich, das endlich erschaute, angebetete Versailles.“

Nach dem Besuch trieb Ludwig II., der das Interesse an Meicost Ettal nie verloren hatte, die Fortführung des Projektes erneut an. Er hatte im Jahr zuvor bereits die Herreninsel im Chiemsee für 350.000 Gulden erworben. Obwohl ihm die flache Seenlandschaft des Chiemgaus weniger zusagte als die Bergwelt Linderhofs, erwies sich die Insel aufgrund ihrer Größe und relativen Abgeschiedenheit als idealer Standort für die Wiederaufnahme des Bauprojektes. Aus dem anfänglichen Pavillon für das Graswangtal wurde im Planungsverlauf so zunächst ein das Corps de Logis von Versailles zitierender einflügeliger, dann hufeisenförmiger Bau und schließlich eine umfangreiche Variante des französischen Schlosses mit breit ausladenden Nebenflügeln. Insgesamt durchliefen die von Dollmann entwickelten Pläne für das neue Schloss 13 Entwürfe.

### Bau

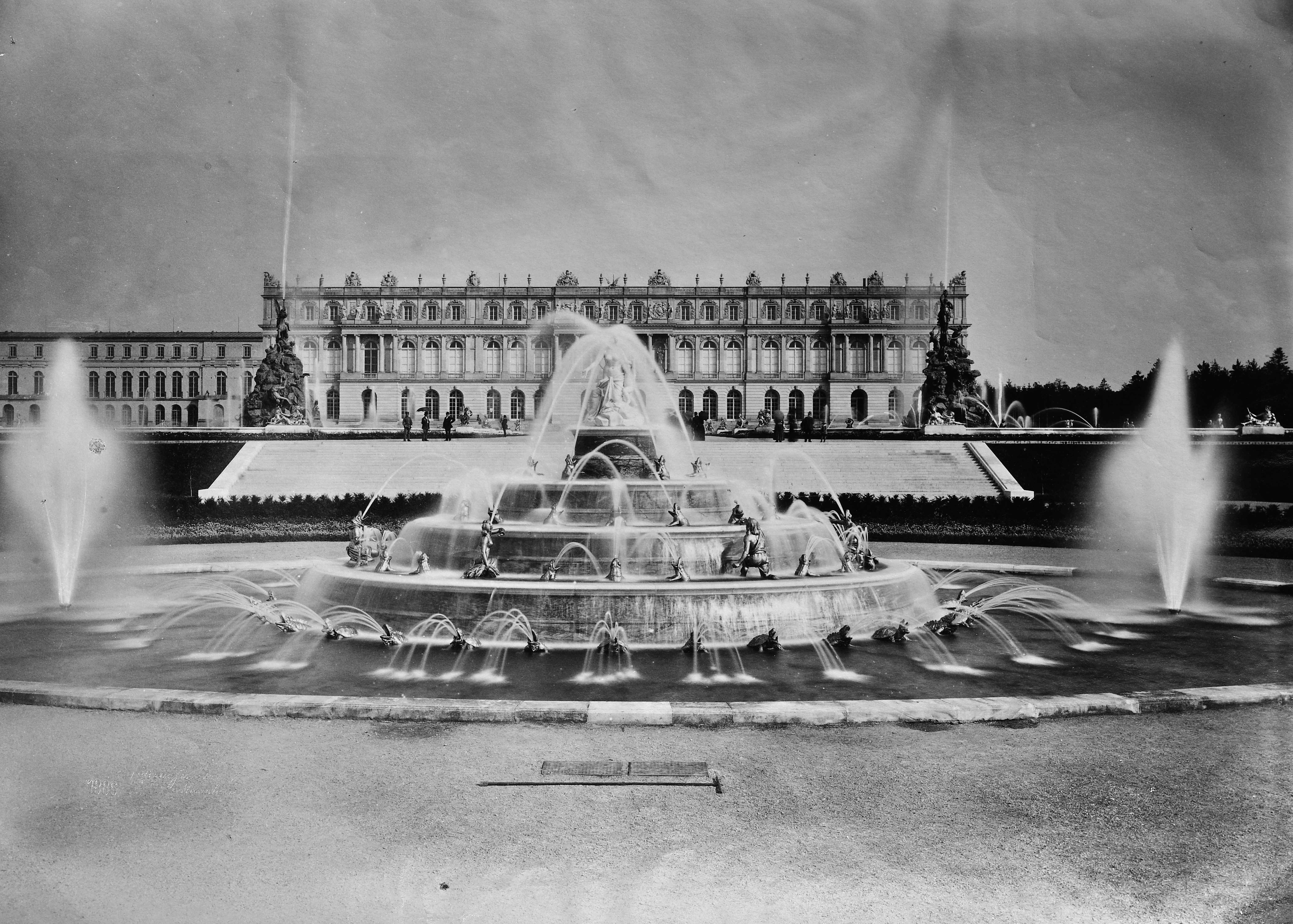
Aufnahme von 1886 des unvollendeten Schlosses mit dem nördlichen Seitenflügel, der 1907 wieder abgebaut wurde

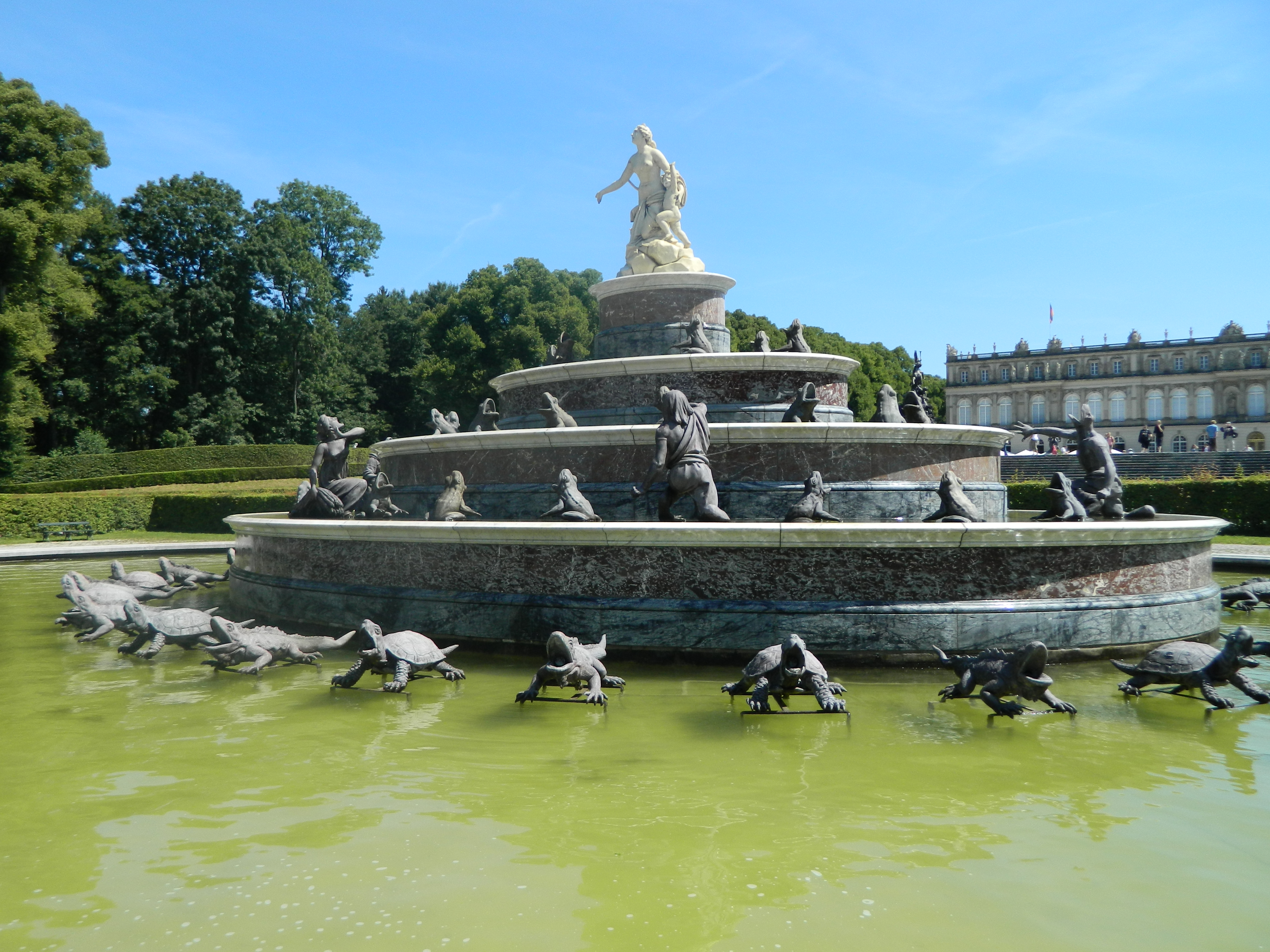
Aufnahme des Latonabrunnen im Park des Neuen Schlosses Herrenchiemsee, Foto: 2012

Die Entwürfe für das Schloss entstammen den Plänen Georg von Dollmanns, der 1878 als ausführender Architekt verpflichtet und 1884 durch Julius Hofmann abgelöst wurde. Der Grundstein für das Neue Schloss wurde am 21. Mai 1878 gelegt. Um die Arbeiten während der Bauphase besichtigen zu können, hielt sich der König in unregelmäßigen Abständen im Alten Schloss Herrenchiemsee auf, dort ließ er sich für diesen Zweck eine kleine Wohnung einrichten. Am Ostufer der Herreninsel wurde zur Unterstützung der Bauarbeiten ein durch Dampfmaschinen betriebenes Sägewerk eingerichtet, der Transport des Baumaterials erfolgte über eine eigens dafür verlegte Hilfseisenbahn. Das Schlossgebäude ist aus etwa elf Millionen gemauerten Backsteinen errichtet, die aus einer Ziegelei bei Ising stammen; die Fassaden sind verputzt, beziehungsweise mit Naturstein verkleidet. Ein Teil des benötigten Materials konnte direkt auf der Insel aus einem früheren Steinbruch des Klosters gewonnen werden. Außerdem wurde Hauzenberger Granit als Sockelsteine bzw. als Verkleidung für den Unterbau des Schlosses bis auf eine Bauhöhe von ca. 1,5 m verwendet. Dieser Granit gelangte mittels Dampfbooten und Schleppkähnen von Seebruck aus zum Depot am „Ziegelsteg“ am Westufer der Insel und von dort weiter mit einer Feldbahn zur Baustelle. Die Arbeiten am dreiflügeligen Hauptgebäude begannen im Frühling 1878, der Rohbau war bereits im Januar 1879 eingedacht und bis 1881 konnten die äußeren Fassaden mit ihrem Bauschmuck verkleidet und vollendet werden. Der Ausbau der Innenräume erfolgte bis 1885.
Der sogenannte Sonnenkönig Ludwig XIV., der Bauherr des Versailler Schlosses, war das große Idol des bayerischen Königs. So wie die „Ritterburg“ Schloss Neuschwanstein eine Reminiszenz an die Welt des Mittelalters und die Werke Richard Wagners darstellte, war das Neue Schloss Herrenchiemsee als Denkmal für die französischen Bourbonenkönige gedacht. Beide Schlösser standen im Verständnis des Königs symbolisch für das von ihm verklärte Gottesgnadentum, die uneingeschränkte und durch den christlichen Gott legitimierte Herrschergewalt, über die Ludwig II. als Staatsoberhaupt einer konstitutionellen Monarchie nicht verfügte. Ähnlich wie schon Neuschwanstein einige Jahre zuvor, sollte auch Schloss Herrenchiemsee weder als Regierungssitz dienen, noch einen Hofstaat aufnehmen. Es war trotz seiner Größe lediglich als private Residenz des zurückgezogen lebenden Königs geplant, der sich zumeist nur von wenigen Bediensteten versorgen und die Regierungsarbeit weitgehend durch seine Hofsekretäre erledigen ließ. Damit stand das neue Schloss auf der Herreninsel im Kontrast zum Vorbild, dem von mehreren tausend Menschen bewohnten Versailles, in dem es keine Privatsphäre gab und das über einen Zeitraum von mehr als 100 Jahren das gesellschaftliche, kulturelle und politische Zentrum Frankreichs bildete.
Der frühe Tod Ludwigs II. im Sommer 1886 verhinderte, dass er den mit enormem Aufwand errichteten Palast dauerhaft nutzen konnte. Der König bewohnte das Schloss erst nach der Fertigstellung seiner privaten Wohnräume und hielt sich dort nur für wenige Tage vom 7. bis zum 16. September 1885 auf. In dieser Zeit empfing er die Schauspielerin Marie Dahn-Hausmann als Gast. Die Besuche des Königs erforderten eine aufwendige Organisation; der Spiegelsaal musste für ihn allabendlich illuminiert und das Treppenhaus mit üppigen Blumenarrangements geschmückt werden. Bemalte Leinwände verbargen die noch unvollendeten Bereiche der Gartenanlagen und die unausgebauten Räume des Schlossinneren. Die Bauarbeiten an Herrenchiemsee kamen aufgrund der Finanzierungsschwierigkeiten ab 1886 weitgehend zum Erliegen. Zu jener Zeit war erst der dreiflügelige Hauptbau und der nördliche Seitenflügelrohbau vollendet. Dieser nördliche Seitenflügelrohbau wurde 1907 wieder abgerissen. Nach der früheren Bezeichnung der Insel wurde die Anlage auch gelegentlich als Neues Schloss Herrenwörth bezeichnet.

### Nutzung

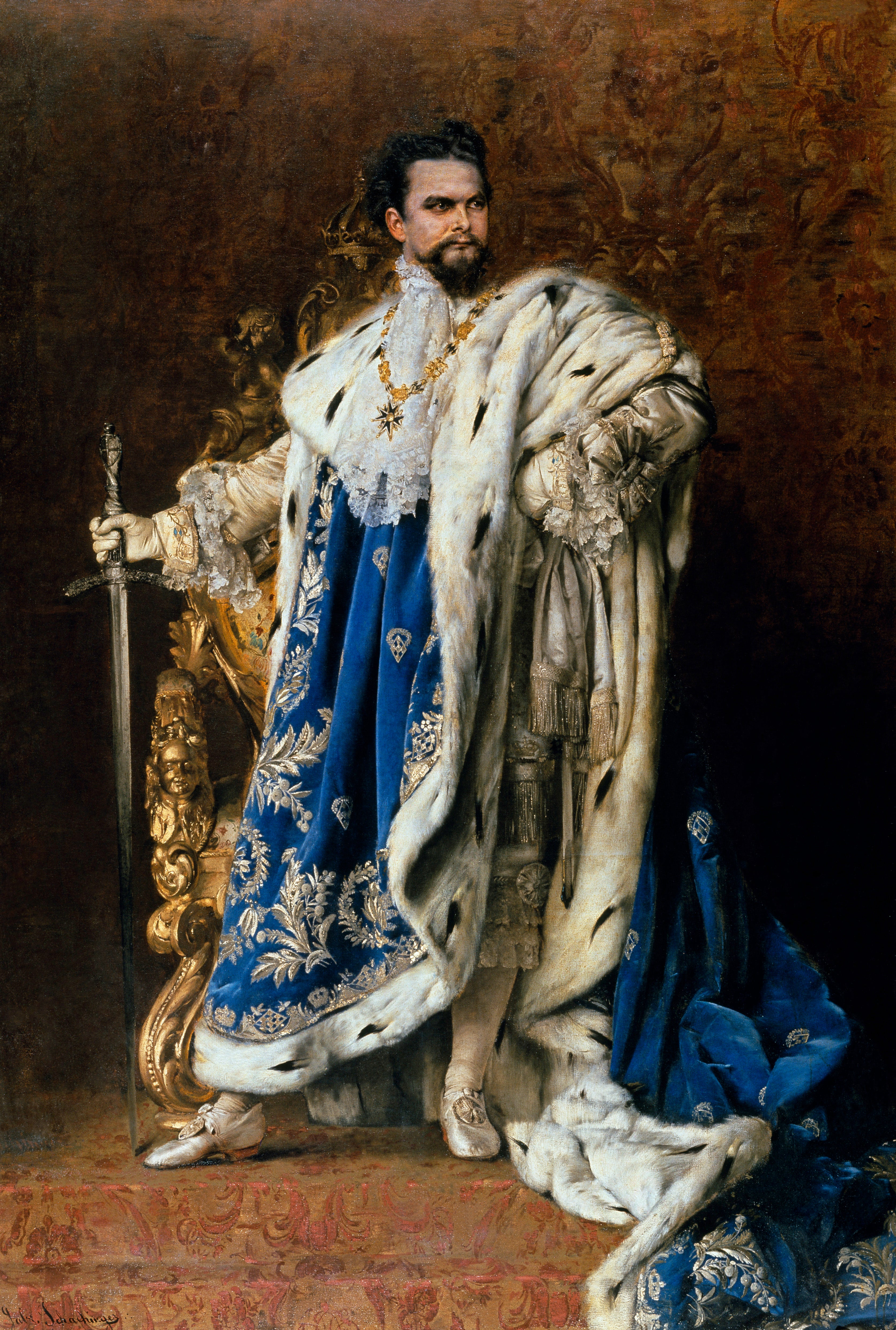
Porträt Ludwigs II., Gabriel Schachinger, 1887

Schloss Herrenchiemsee war das letzte große Bauprojekt Ludwigs II., er bewohnte es nur wenige Tage. Nach einem ersten Besuch der Insel im Jahr 1875 kehrte Ludwig II. anlässlich der Übergabe des soeben vollendeten Prunkschlafzimmers 1881 zurück und verbrachte von da an bis 1885 jeweils im Herbst einige Tage auf Herrenchiemsee. Der König wollte Schloss Herrenchiemsee, wie auch seine anderen Bauten, nie für die Öffentlichkeit zugänglich machen und wünschte, dass die Schlösser nach seinem Ableben zerstört werden sollten. Die Nachlassverwaltung öffnete die Bauten jedoch schon wenige Wochen nach dem Tode des Königs und gab sie im August 1886 zur Besichtigung frei. Es war das kostspieligste der Schlösser Ludwigs II., der seine Bauten mit seinem Privatvermögen, den Einnahmen aus seiner Zivilliste, den auf den Kaiserbrief folgenden Subsidien und letztlich auch mit zahlreichen Krediten finanzierte. Die Kostenvoranschläge für das Schloss beliefen sich ursprünglich auf 5,7 Millionen Mark, doch wuchsen die Ausgaben bis zum Tode des Königs nahezu auf das Dreifache, nämlich auf 16,6 Millionen Mark an. Damit war Herrenchiemsee teurer als Linderhof und Neuschwanstein zusammen, für die insgesamt rund 6,7 Millionen veranschlagt und schließlich 14,7 Millionen Mark ausgegeben wurden. Allein die Kosten für das Prunkschlafzimmer beliefen sich auf 384.000 Gulden und in den Innenräumen sind mehr als 4,5 Kilogramm Blattgold verarbeitet. Die hohen Schulden brachten den König an den Rand des Bankrotts und führten in Verbindung mit seiner zunehmenden Unlust am Regierungsgeschäft schließlich zu seiner Absetzung 1886. Die oft vertretene Behauptung, Ludwig II. habe mit seinen Schlössern den bayerischen Staatshaushalt ruiniert, ist dagegen unwahr. Faktisch förderten die zahlreichen Aufträge für die königlichen Bauten die bayerische Wirtschaft. Soweit möglich, wurden die meisten Aufträge innerhalb des Königreichs vergeben, München entwickelte sich dadurch zu einem der führenden Zentren des Kunsthandwerks im deutschen Sprachraum.
Eine bedeutende Rolle in der bayerischen Landesgeschichte hat das nur wenige Tage als königliche Residenz dienende Bauwerk nie gespielt, es wird seit seiner Öffnung nahezu durchgehend als Museum genutzt. Nach dem Ende der Monarchie wurde das Schloss 1918 der sogenannten Verwaltung des ehemaligen Kronguts übergeben, aus der 1932 die bayerische Schlösserverwaltung hervorgegangen ist. Die Zeit der Weltkriege überstand das fernab der Kriegsschauplätze gelegene Neue Schloss ohne Zerstörungen, 1948 tagte der Verfassungskonvent zur Vorbereitung des Grundgesetzes im benachbarten Alten Schloss. In einige der leeren Räume des Südflügels zog 1987 das König-Ludwig-II.-Museum. Die leerstehenden Räume des Nordflügels wurden ab 2009 mit technischer Infrastruktur versorgt und dienen seitdem als Ausstellungsflächen. In diesem Zuge wurden im April 2010 16 jeweils 250 Meter tiefe Erdwärmesonden gebohrt, um den Nordflügel zu temperieren. Im Sommer 2011 veranstaltete dort das Haus der Bayerischen Geschichte die große Landesausstellung unter dem Titel Götterdämmerung. König Ludwig II. und seine Zeit. Mit fast 600.000 Besuchern wurde sie in der 30-jährigen Geschichte der Landesausstellungen zur meistbesuchten Ausstellung dieser Veranstaltungsreihe.
Das oft als Bayerisches Versailles bezeichnete Schloss gehört zusammen mit Linderhof und Neuschwanstein zu den bekanntesten Sehenswürdigkeiten Deutschlands. 2019 wurden im Neuen Schloss Herrenchiemsee ca. 357.000 Besucher gezählt. Die Schlösserverwaltung investierte in der Zeit von 1965 bis 2006 mehr als 53 Millionen Euro in die Liegenschaften der Herreninsel mit dem historischen Gebäudebestand. Schloss Herrenchiemsee stand 2011 unter dem Motto Götterdämmerung – König Ludwig II. und seine Zeit im Mittelpunkt der Bayerischen Landesausstellung, in diesem Zusammenhang wurden ab 2010 der Marmorhof restauriert und bis 2011 neue Ausstellungsräume im unvollendeten Nordflügel eingerichtet. Für den Ausbau des Nordflügels, der bisher als Depotfläche der Schlösserverwaltung gedient hatte, wurden 4,9 Millionen Euro bereitgestellt. Eine Aufnahme der drei Königsschlösser in die Liste des Weltkulturerbes der UNESCO wurde seit 2008 angestrebt. 2025 wurde Herrenchiemsee gemeinsam mit Linderhof, Neuschwanstein und dem Königshaus am Schachen in die Liste der UNESCO-Welterbestätten aufgenommen.
Schloss Herrenchiemsee ist ganzjährig geöffnet. Die unter Ludwig II. eingerichteten Zimmerfluchten können im Rahmen von regelmäßigen Führungen besichtigt werden – nicht Teil der öffentlichen Führungen sind der Friedens- und der Kriegssaal als Abschluss der Spiegelgalerie sowie das kleine Marie-Antoinette-Kabinett in den privaten Wohnräumen des Königs. Mehrere der unvollendeten Räume des Südflügels beherbergen seit 1987 ein König Ludwig II. gewidmetes Museum, das sich in zwei Themenkreisen mit dem Leben des Königs und seinen Bauwerken befasst. Einer der Höhepunkte der Ausstellung ist das mit Originalteilen rekonstruierte erste Schlafzimmer des Königs aus Schloss Linderhof, das dort zugunsten des späteren größeren Schlafzimmers 1884 ausgebaut wurde. Schloss Herrenchiemsee ist außerdem alljährlicher Veranstaltungsort der Herrenchiemsee-Festspiele im großen Spiegelsaal. Die Herreninsel ist ausschließlich auf dem Wasserweg erreichbar, die Anlegestelle am Alten Schloss wird von Fahrgastschiffen aus Prien am Chiemsee angefahren.

## Schloss

### Außenarchitektur

#### Gartenfassade

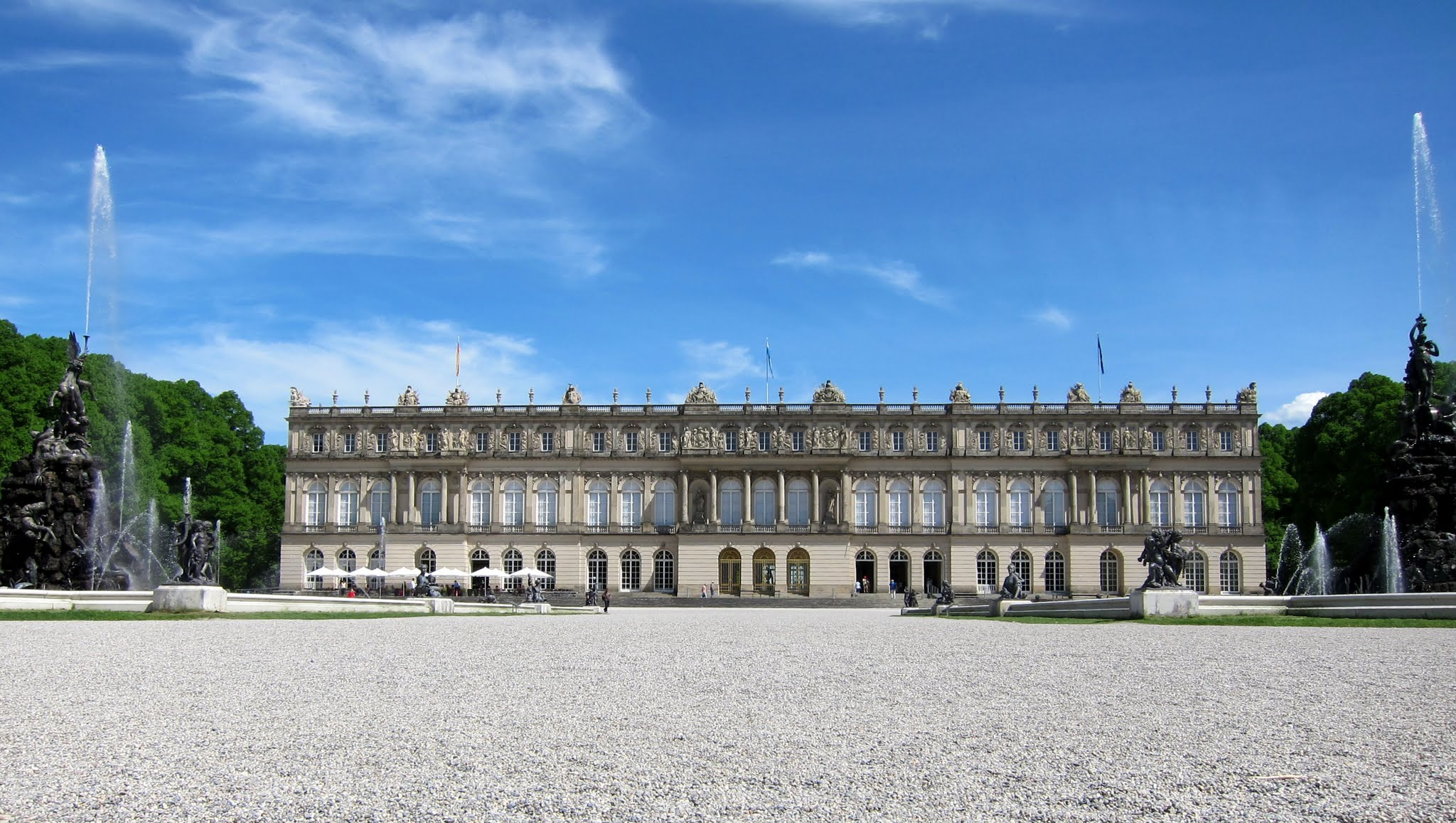
Gartenfassade

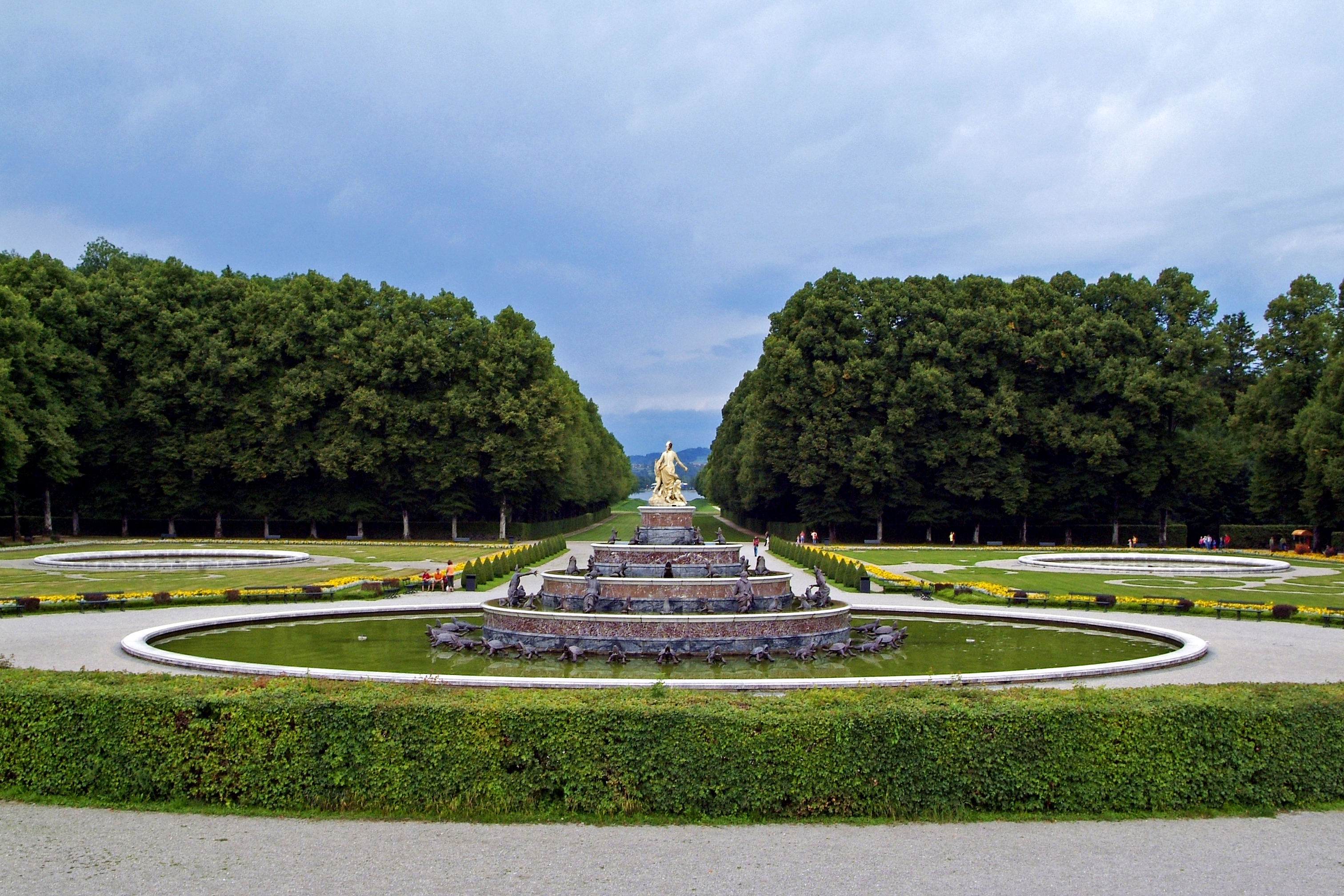
Blick vom Garten nach Westen

Das Schloss präsentiert sich als Baukörper in einfachen Grundformen. Das Gebäude ist dreigeschossig und besteht aus drei nahezu quaderförmigen Flügeln, die hufeisenförmig einen Ehrenhof umschließen. Auf den nach Westen zur Gartenanlage ausgerichteten, 23-achsigen Mitteltrakt folgen seitlich anschließend der Nord- und der Südtrakt mit jeweils 18 Achsen. Die fast 100 Meter breiten Garten- und die kürzeren Seitenfronten kopieren nahezu exakt das Vorbild des Corps de Logis des Versailler Schlosses und folgen damit dem Stil des Klassizistischen Barocks. Die blockhaften Fassaden vermitteln durch ihre wenig akzentuierte Gestalt einen strengen Eindruck und werden lediglich durch flach aus dem Gebäudekörper hervorspringende, niedrige Risalite aufgelockert. Das Erdgeschoss ist zurückhaltend in schlichten Formen gestaltet, die darüber liegende Beletage mit den Prunkräumen ist durch hohe Bogenfenster, Pilaster und Säulenstellungen betont. Das oberste Stockwerk des Schlosses ist als Attikageschoss ausgeführt und von einer umlaufenden, mit Vasen und Trophäendarstellungen geschmückten Balustrade gekrönt, hinter der sich die flachen Dächer verbergen. Der Figurenschmuck stellt Allegorien der Tugenden, der Wissenschaften, der Berufsstände und der Künste dar.
Das Schloss ist in seinem heutigen Umfang nur ein Torso, denn die ursprünglichen Entwürfe sahen ein sehr viel umfangreicheres Bauwerk in Anlehnung an die vielflügelige Gesamtanlage des Versailler Schlosses vor. Wie dieses, sollte auch Herrenchiemsee im rechtwinkligen Anschluss an den Nord- und den Südtrakt des hufeisenförmigen Hauptgebäudes zwei 124 Meter lange Seitenflügel sowie ostwärts gerichtete Hofbauten erhalten. Während die ausgedehnten Nord- und Südflügel in Versailles aus jeweils einem stadt- und einem gartenseitigen langen Trakt bestehen, die durch Querbauten mehrfach miteinander verbunden sind, sahen die Pläne für Herrenchiemsee eine reduzierte Variante aus jeweils einem einzelnen Gebäudeflügel vor. Der nördliche Bau, der rechtwinklig an den heutigen Nordtrakt des Corps de Logis anschloss, befand sich zum Zeitpunkt des Todes Ludwigs II. bereits im Rohbau, für den symmetrischen Südflügel waren bis dahin lediglich die Fundamente gelegt. Weil es für den leerstehenden Gebäuderiegel kein sinnvolles Nutzungskonzept gab und auch um die Symmetrie des Schlosses zu wahren, wurde der Nordflügel 1907 wieder abgetragen, sodass sich das Schloss seitdem in U-förmiger Gestalt präsentiert. Wie im Vorbild, war auch auf Herrenchiemsee eine aus dem äußeren Nordflügel ragende Schlosskapelle geplant. Die Schlosskapelle, die Verlängerungsbauten des Hofs und die östlich des Hofs geplanten Marställe waren bis 1886 noch nicht begonnen und gelangten somit nie über das Entwurfsstadium hinaus. Ein als symmetrisches Pendant zur Schlosskapelle gedachtes Theater im Südflügel wurde 1876 noch vor Baubeginn wieder aus den Plänen gestrichen. Für die Innenräume des Schlosses war von vornherein nur der Ausbau der königlichen Wohn- und Repräsentationsräume vorgesehen, der bis 1885 weitgehend abgeschlossen war. Für alle weiteren Räumlichkeiten existierte kein Nutzungskonzept, und so verblieben die übrigen Zimmerfluchten zum Teil bis in die Gegenwart im Rohbauzustand.

#### Hoffassade

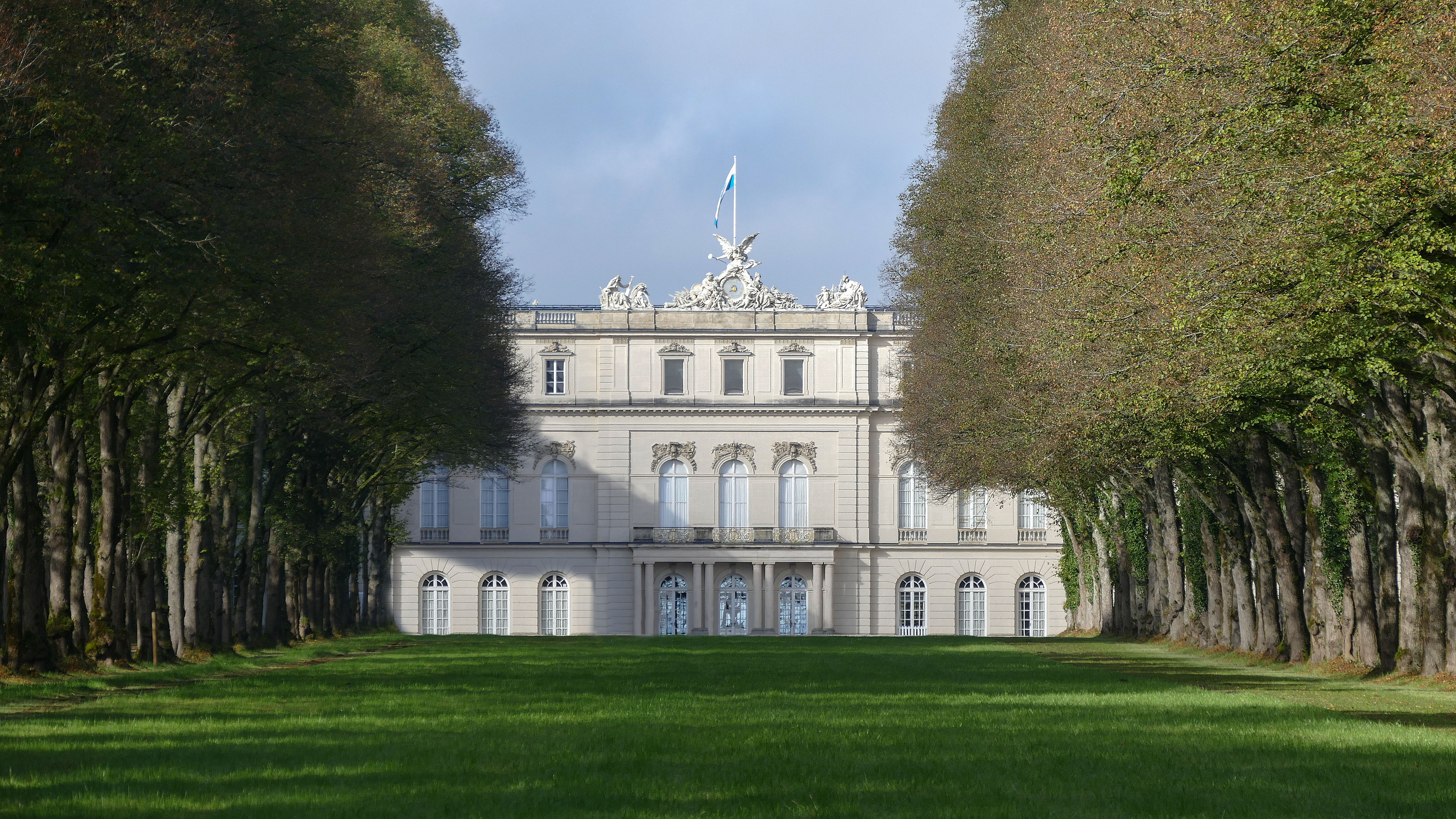
Hoffassade

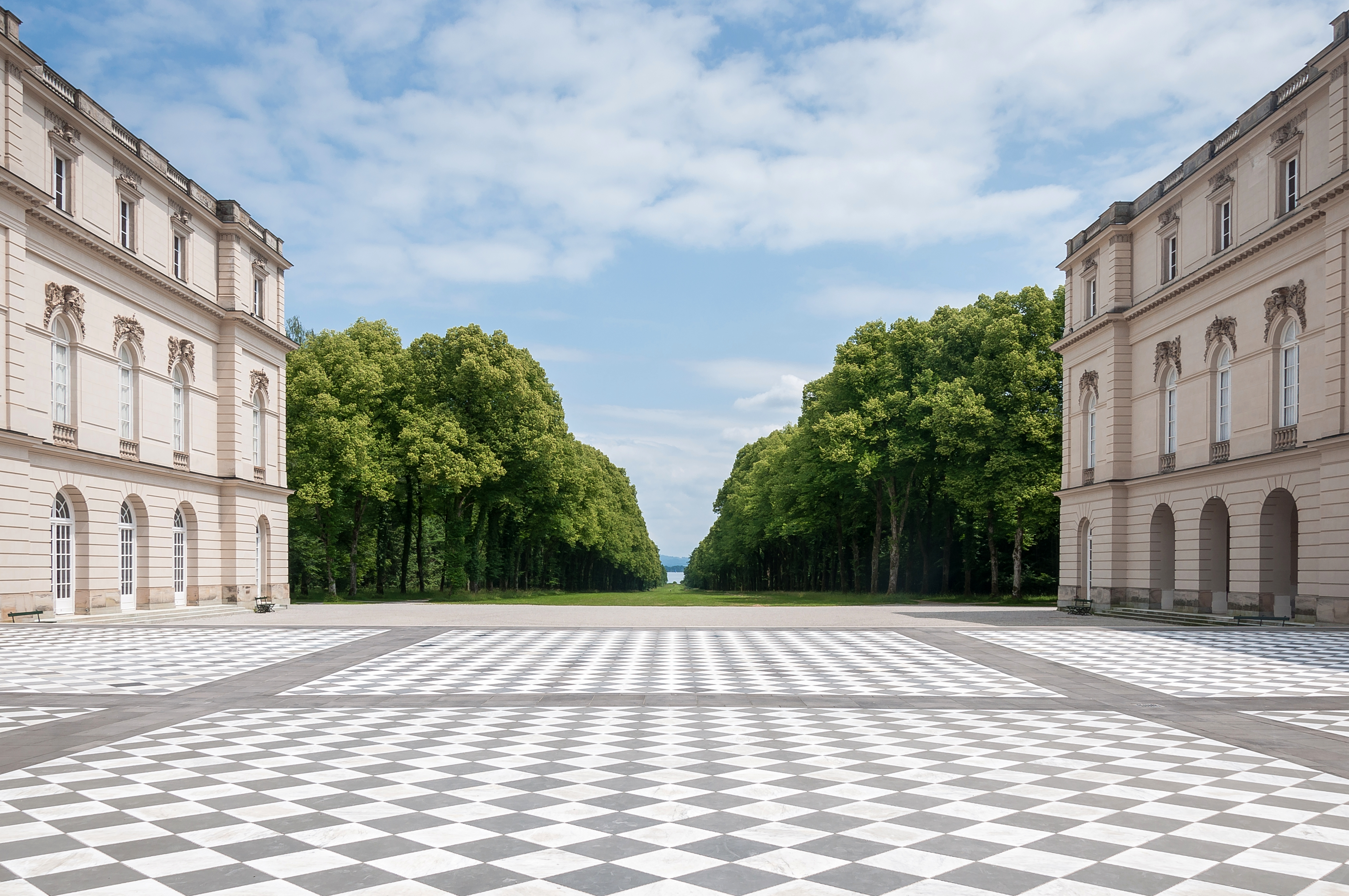
Blick vom Ehrenhof nach Osten

Während die Gartenfassaden des Bauwerks das Versailler Schloss nachahmen, musste mit den Hoffassaden für Herrenchiemsee eine eigene Lösung entwickelt werden. Das Schloss von Versailles war das Ergebnis einer mehrere Jahrzehnte währenden Bautätigkeit. Der dortige Marmorhof bildete das Kernstück einer gewachsenen Anlage, die aus einem kleinen Jagdschloss Ludwigs XIII. hervorgegangen war. Die Gebäude um diesen Marmorhof waren noch im Stil des unter Ludwig XIII. herrschenden französischen Frühbarocks gestaltet, an dessen Formen Ludwig II. für sein Refugium auf der Herreninsel kein Interesse zeigte. Die Hoffassaden Herrenchiemsees übernehmen vom Versailler Vorbild nur noch den von acht Säulen getragenen Balkon des königlichen Schlafzimmers. Sie folgen in ihrem Aufbau den gartenseitigen Fassaden des Schlosses, sind aber schlichter und mit weniger aufwändigem Bauschmuck gestaltet. Interessanterweise ähneln die Hoffassaden des Schlosses in dieser Form der unter Ludwig XV. zur Mitte des 18. Jahrhunderts geplanten, aber nicht realisierten Neugestaltung der Versailler Stadtfassaden. Entgegen der klassischen barocken Architekturtheorie diente der Ehrenhof Herrenchiemsees nie als Hauptzugang zum Schlossgebäude, da der geplante Schiffsanleger im Osten der Herreninsel nicht gebaut wurde und Besucher über den Anleger im Norden der Insel direkt zur Gartenfront des Schlosses gelangen.
Schloss Herrenchiemsee gehört zu den letzten großen Schlossbauten im deutschen Sprachraum. Das Bauwerk bildet eine nahezu einzigartige Ausnahme in der nachahmungsfreudigen Architekturlandschaft des 19. Jahrhunderts. Anders als die meisten Werke der Epoche ist es keine romantische Neuschöpfung im Sinne des Historismus wie zum Beispiel Schloss Neuschwanstein oder Schloss Stolzenfels, sondern in seiner äußeren Gestalt eine nur im Detail überarbeitete Nachahmung eines bereits bestehenden Gebäudes. Es ist jedoch auch nicht als reine Kopie zu verstehen, sondern es führt das stilistisch uneinheitliche Vorbild des 17. und 18. Jahrhunderts zu einer dort nicht erreichten Einheit zu Ende. Dem Versailler Vorbild nachgeahmt sind die im Stil des klassizistischen Barocks gestaltete Gartenfassade und die Paraderäume, die auf eklektizistische Weise um die neu geschaffene Hoffassade, die im Stil des Rokoko gehaltenen privaten Wohnräume und die technischen Errungenschaften des 19. Jahrhunderts, wie den versenkbaren Speisetisch und das großzügige Glasdach des Treppenhauses, ergänzt wurden. Obwohl in seiner geplanten Gestalt nicht vollendet, wird das blockhafte Gebäude in seiner heutigen Form als ästhetisch einheitlich beschrieben.

### Innenarchitektur

#### Paraderäume

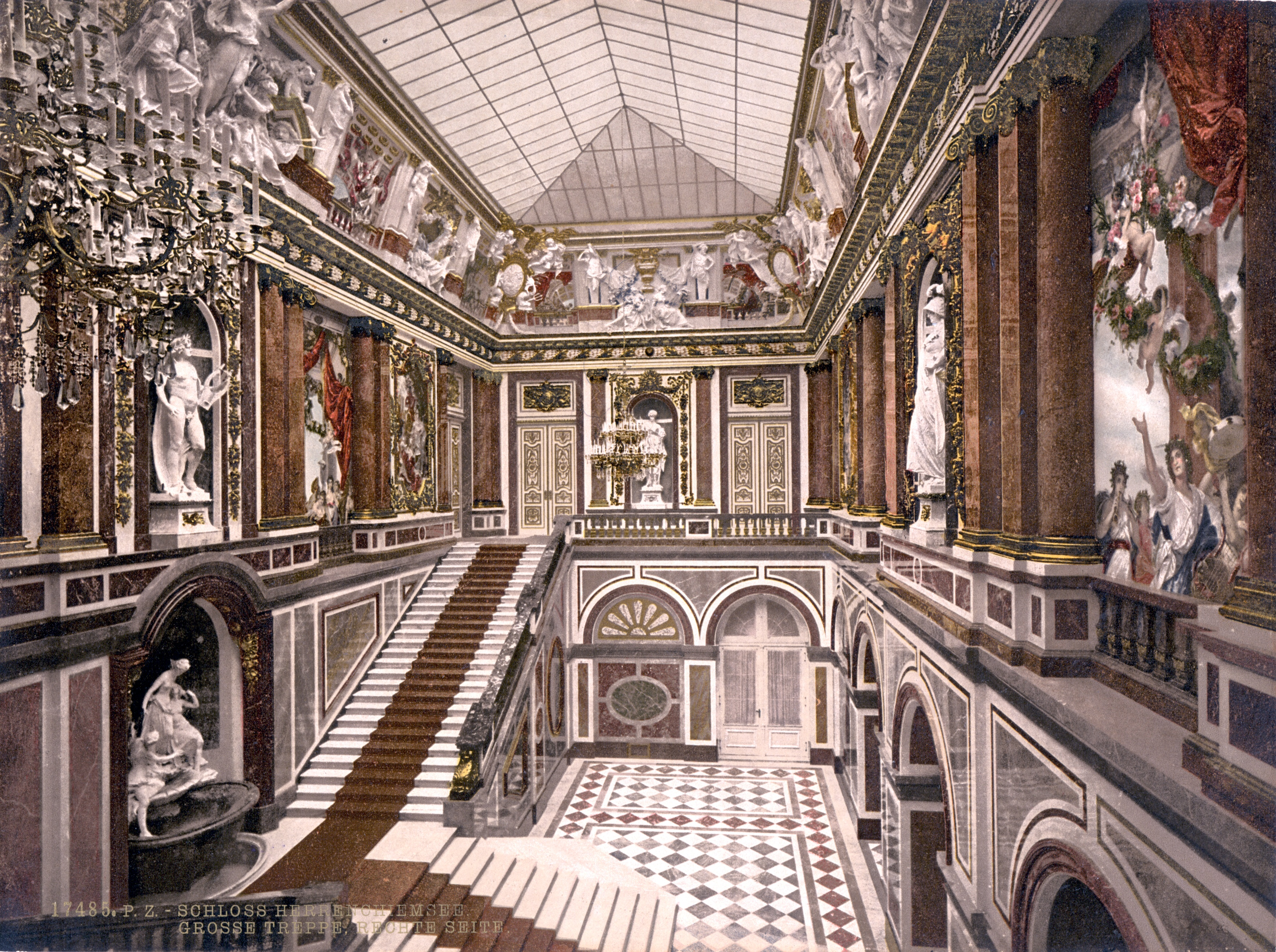
Prunktreppenhaus

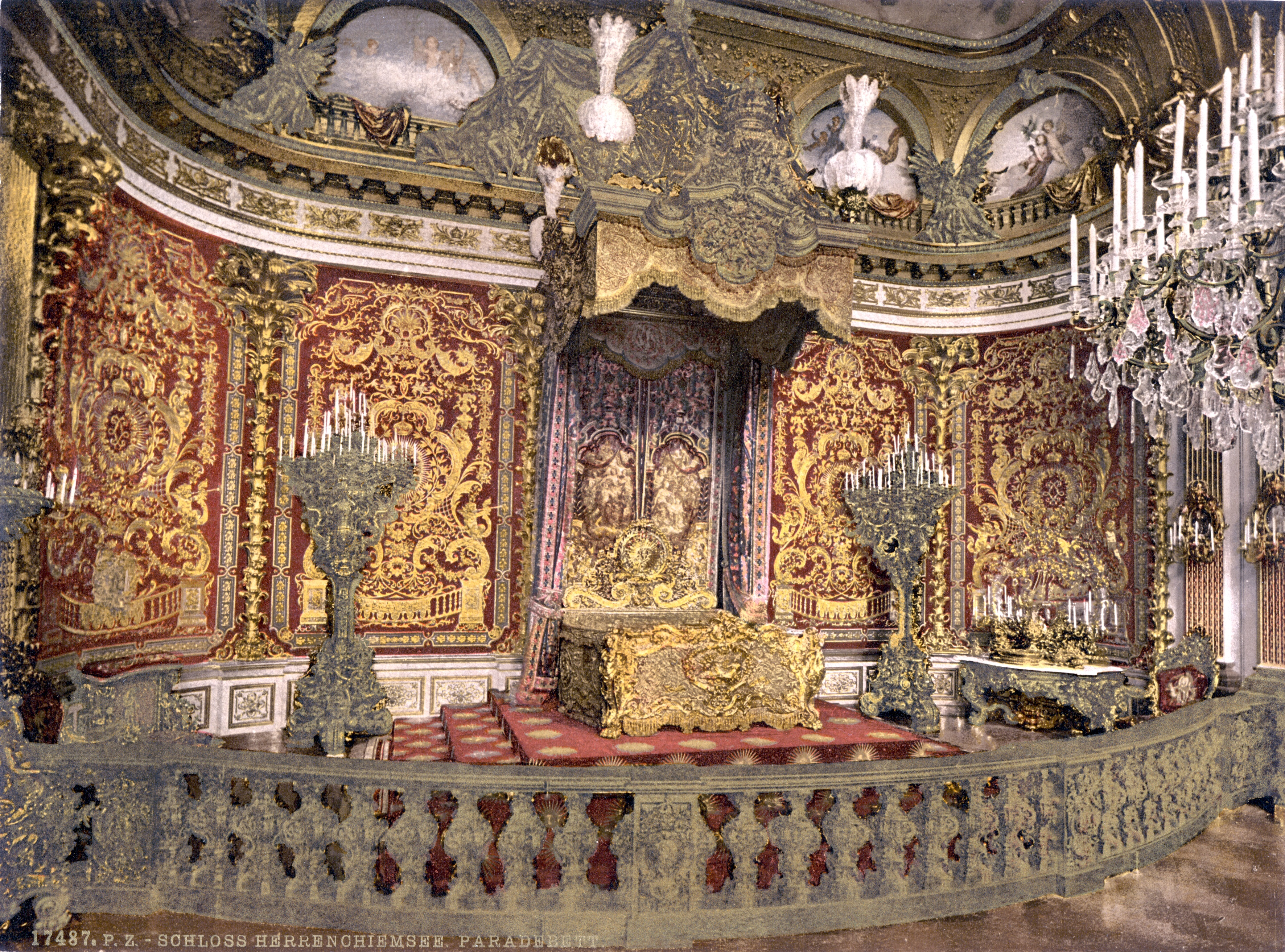
Paradeschlafzimmer

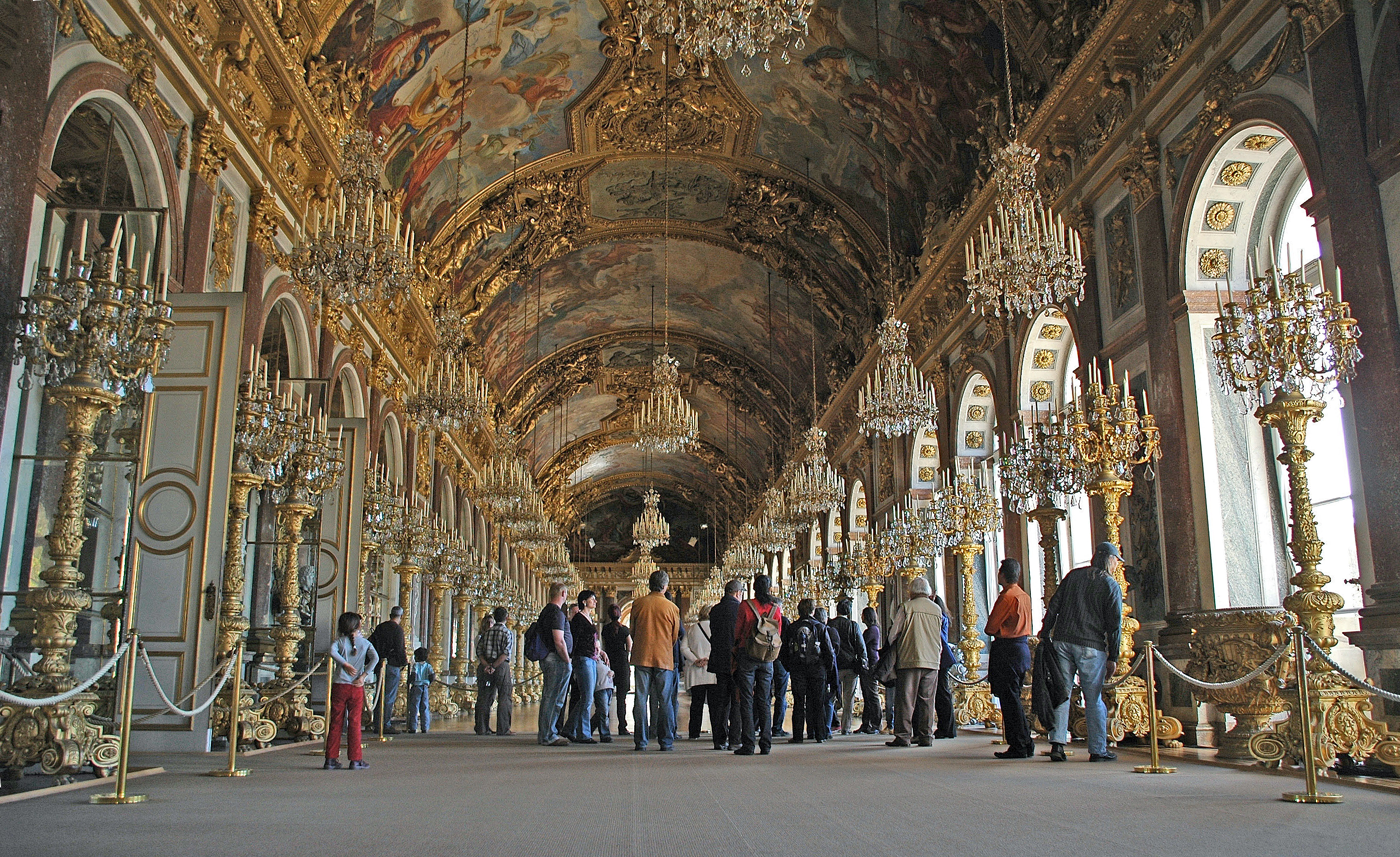
Große Spiegelgalerie

Die unter Ludwig II. vollendeten Innenräume befinden sich fast ausschließlich im mittleren Stockwerk des Schlosses. Das Attika- und das Erdgeschoss verblieben damals im Rohbau ohne Ausstattung. Eine Ausnahme bildeten nur das Vestibül, das Marmorbad mit dem benachbarten Ankleidezimmer und der Mechanikraum des Speisesaals im unteren Stockwerk. Wie bereits Neuschwanstein und Linderhof ließ Ludwig II. auch Schloss Herrenchiemsee mit moderner Technik ausrüsten. Viele Innenräume von Versailles ließen sich aufgrund ihrer Größe oder fehlender Kamine kaum bis gar nicht heizen, für Schloss Herrenchiemsee war dagegen zeitgemäßer Komfort vorgesehen: Damit die Beheizung der Räume nicht ausschließlich über Kamine erfolgen musste, erhielt das Schloss eine Warmluftheizung, deren große Kesselanlage sich im Kellergewölbe befindet.

„Wie Sie wüßten, kommen die großen Appartements im Style Ludwigs XIV, die kleinen Appartements im Style Ludwigs XV.“

Die Paraderäume des Schlosses befinden sich entlang des auf den Garten ausgerichteten Haupttrakts sowie an der West- und Südseite des Hofs. Sie bilden das Herzstück Herrenchiemsees und standen mit Variationen des Versailler Spiegelsaals und des dortigen Prunkschlafzimmers von Anfang an im Mittelpunkt der Pläne für Meicost Ettal. Die Raumfluchten der Paradezimmer zitieren die unter Ludwig XIV. im Stil des Louis-quatorze eingerichteten Staatsgemächer, des Appartement du Roi, unterscheiden sich jedoch zum Teil in Größe, Ausstattung und Lage. Die Bedeutung, die der König diesen Räumen zumaß, wird schon darin ersichtlich, dass erste Aufträge für Stoffe und Bezüge bereits 1875, also drei Jahre vor der Grundsteinlegung des Schlosses erteilt wurden. Die Zimmer dienten während seines kurzen Aufenthalts nur als begehbares Denkmal, eine Funktion als wirkliche Staatsgemächer mussten die Räumlichkeiten nicht erfüllen.
Der erste Raum der Paradezimmer ist das große Treppenhaus im Südflügel. Es handelt sich um eine Nachahmung des Escalier des Ambassadeurs, der einstigen Gesandtentreppe des Versailler Vorbilds. Die Lage der Herrenchiemseer Treppe im Südtrakt entspricht in Versailles eigentlich der sehr viel kleineren Königinnentreppe; die zweiläufige Gesandtentreppe lag dort spiegelsymmetrisch im Nordflügel, wo sich im bayerischen Schloss das bis in die Gegenwart unvollendete nördliche Treppenhaus befindet. Die Versailler Gesandtentreppe, welche eine herausragende Rolle im Zeremoniell Ludwigs XIV. gespielt hatte und bald darauf auch in Deutschland (etwa in Schleißheim, Pommersfelden, Würzburg oder Brühl) zum Vorbild für großartige Treppenhäuser geworden war, ist bereits 1752 unter Ludwig XV. zugunsten weiterer Wohnräume wieder abgebrochen worden, was auch den Bedeutungsverlust protokollarischer Zeremonien in der Rokokozeit widerspiegelt. Sie konnte aber anhand von zahlreichen Stichen und Plänen in Herrenchiemsee nahezu vorbildgetreu rekonstruiert werden. Eine Abweichung bildet lediglich das von einer großen Eisen- und Glaskonstruktion gebildete moderne Oberlicht. Auf das Treppenhaus folgen entlang der Südseite des Hofs der nach den königlichen Leibwachen benannte Hartschiersaal, welcher der Versailler Salle des Gardes nachempfunden ist, und das erste Vorzimmer, dem in Versailles die Première Antichambre entspricht. Dieses Vorzimmer, das im französischen Schloss den öffentlichen Mahlzeiten des Königs diente, wurde dort auch als Salon des großen Gedecks bezeichnet. Auf das erste folgt das zweite Vorzimmer, der sogenannte Ochsenaugensaal, der seinen Namen von zwei großen ovalen Fensteröffnungen in der Gesimszone erhielt. Der Ochsenaugensaal befindet sich hinter der westlichen Hoffassade und ist größer dimensioniert als das Vorbild in Versailles, was Dollmann durch eine Verkleinerung des benachbarten Lichthofs erreichen konnte. Innerhalb des französischen Hofzeremoniells diente der Ochsenaugensaal vor allem als Wartesalon, in dem sich die Höflinge morgens vor dem Lever des Königs aufhielten, in Herrenchiemsee diente er hingegen wie die übrigen Paraderäume lediglich als privates Schaustück.
Auf das zweite Vorzimmer folgt als Zentrum des Schlosses das große Paradeschlafzimmer. Es entspricht in seiner Lage dem berühmten Schlafzimmer des Sonnenkönigs in Versailles, das dort ab 1701 in der Schlossmitte seinen Platz erhielt. Als Ort des Lever und des Coucher, des Aufstehens und Schlafengehens des Königs, stand es im Mittelpunkt des Versailler Hofalltags, und Ludwig II. legte auf diesen Raum, den er als Schlafzimmer niemals nutzte, besonderen Wert. Die zeichnerischen Entwürfe ließ er durch Christian Jank und Angelo Quaglio als plastische Modelle ausführen und mehrfach überarbeiten. Der Raum in Herrenchiemsee übertrifft den Raum des Vorbilds an Größe und weicht auch mit seiner prunkvolleren Ausstattung vom Versailler Schlafzimmer ab. So sind beispielsweise die farbigen Lünetten und auch das durch eine Balustrade vom übrigen Raum getrennte Prachtbett Neuschöpfungen, die es im französischen Schloss in dieser Form nicht gibt. Als farbliche Grundtöne herrschen Gold und vor allem Rot vor, das im Schloss die Symbolfarbe des Sonnenkönigs ist. Das Schlafzimmer war als erster Raum des Schlosses bereits 1881 fertiggestellt und konnte dem dafür angereisten König am 18. September übergeben werden. An das Schlafzimmer schließt sich der sogenannte Beratungssaal an, der in seiner Lage und Dekoration dem erst unter Ludwig XV. geschaffenen Ratskabinett in Versailles entspricht. Der Saal übertrifft die Ausstattung des Vorbilds durch aufwendigere Gesimsfelder und das Plafondgemälde.
Den Höhepunkt der Paraderäume bildet der große Spiegelsaal, der mit seinen Eckräumen, den Salons des Friedens und des Kriegs, sowohl gestalterisch als auch thematisch eine Einheit bildet. Die Spiegelgalerie hat eine Länge von 75 Metern, womit sie den 73 Meter langen Spiegelsaal in Versailles übertrifft. Die Raumflucht mit den beiden untergeordneten Nebensälen ist 98 Meter lang und belegt damit die gesamte Westseite des Schlosses. Wie beim Vorbild ist auch auf Schloss Herrenchiemsee das von außen sichtbare Attikageschoss der Gartenfassade nur architektonischer Schein, da sich hinter den eckigen Fenstern das Gewölbe des fast 13 Meter hohen Raums befindet. Den 17 großen Spiegeln des Saals stehen 17 Rundbogenfenster gegenüber, die einen Blick auf die Gartenanlagen gewähren. Durch diese Anordnung wird das Licht im gesamten Spiegelsaal reflektiert und bricht sich in den Kristallelementen der 33 Deckenlüster und 44 Standkandelabern. Die Dekoration des Saales besteht neben den Spiegeln, Lüstern und Kandelabern aus vergoldeten Gips- und Holzelementen sowie aus Marmorbüsten römischer Kaiser und den Statuen römischer Götter. Die Deckengemälde sind, abgesehen von kleineren Abweichungen, Kopien der Gemälde aus der Spiegelgalerie von Versailles. Sie zeigen die wichtigsten Kriegszüge Ludwigs XIV. Eine Besonderheit der Deckengemälde besteht im plastischen Schmuck, der nach bayerischer Art an einigen Stellen aus den Gemälden heraustritt und den es im Vorbild nicht gibt.

#### Wohnräume

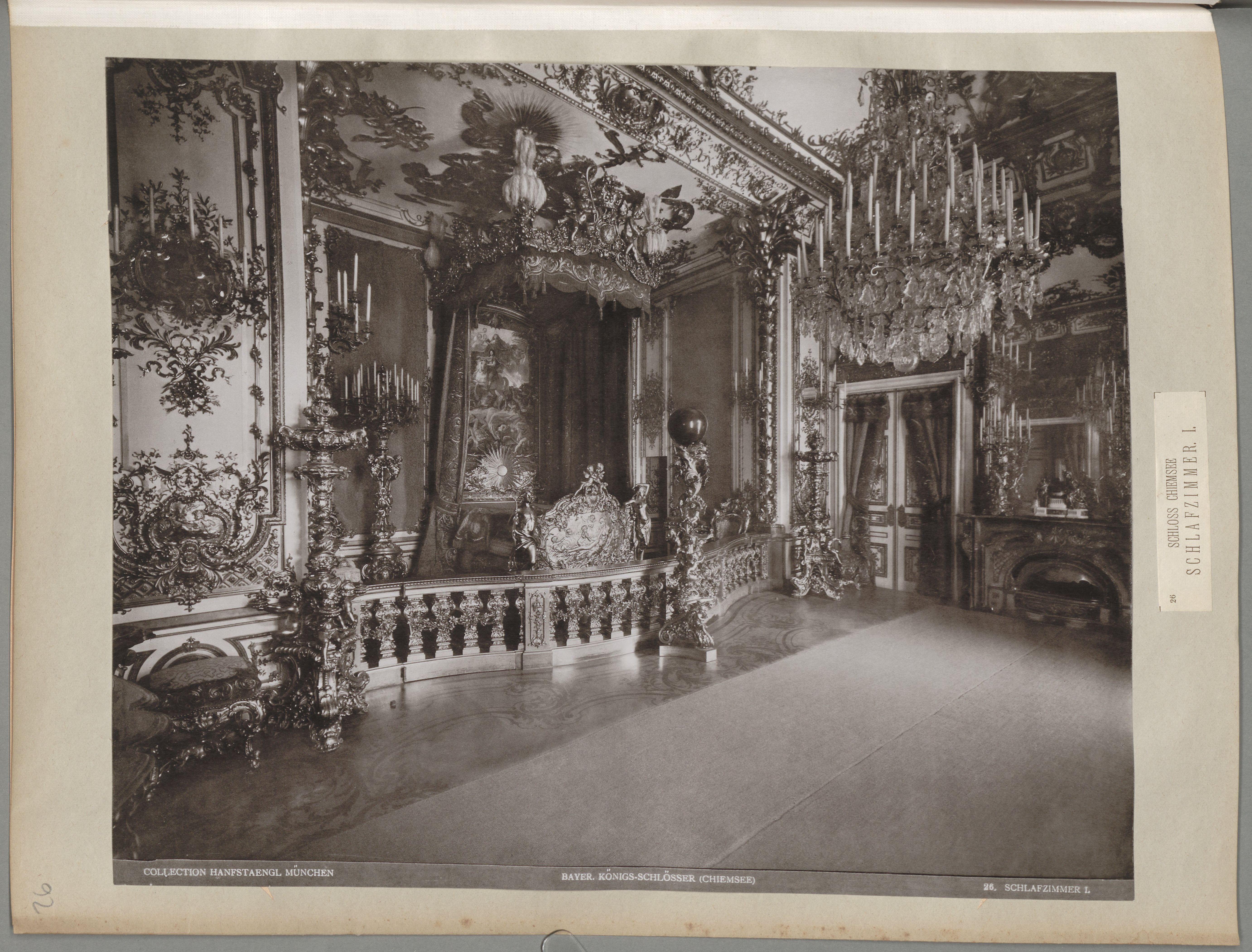
Schlafzimmer

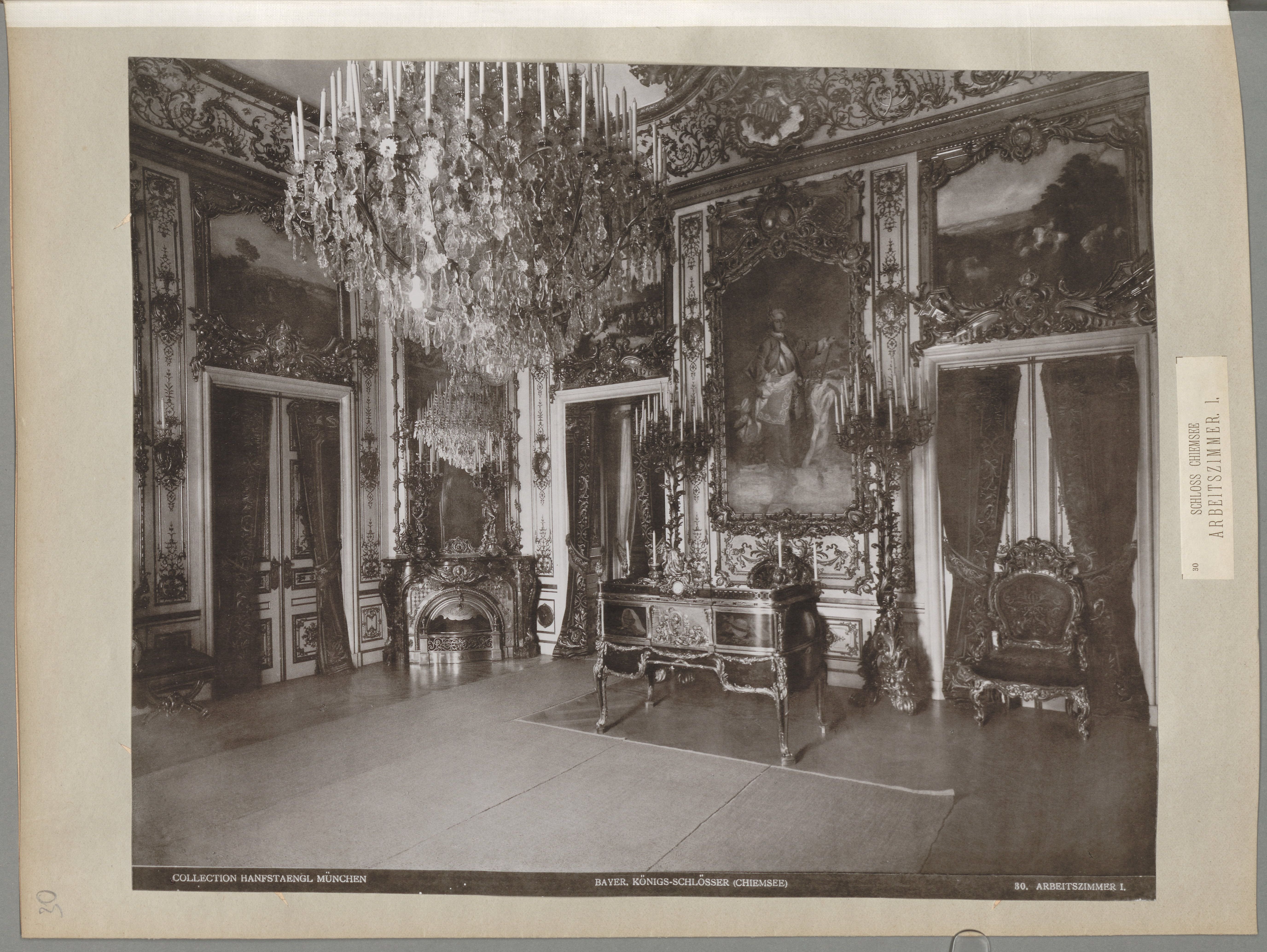
Arbeitszimmer

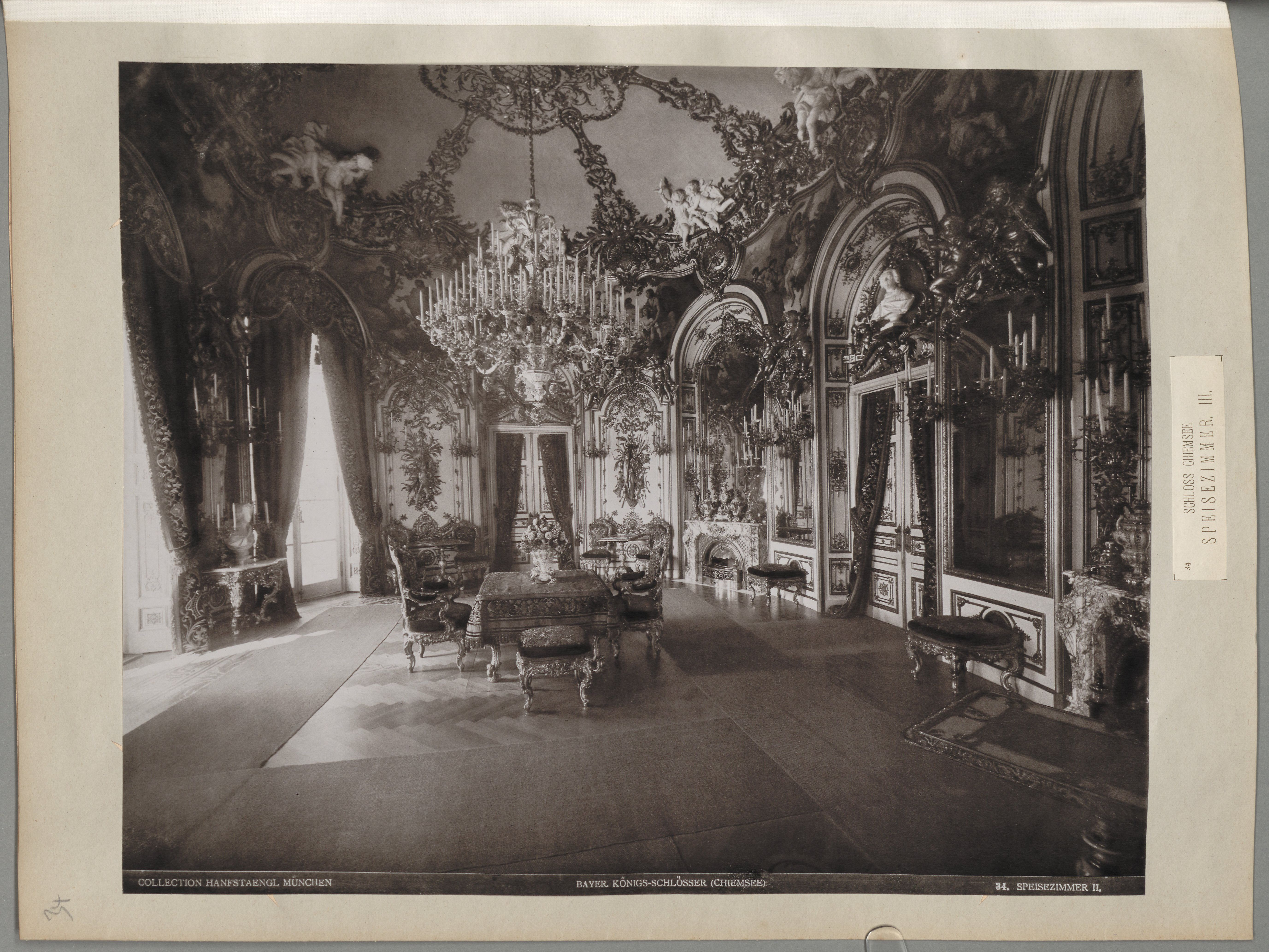
Speisezimmer

Die Wohnräume Ludwigs II. folgen auf die Paradezimmer und befinden sich hofseitig im Mittelgeschoss des Nordflügels. Die königliche Wohnung besteht aus drei großen Zimmern, zwei Kabinetten und mehreren Durchgangsräumen. Ihre ungefähre Lage entspricht dem im Stil des Louis-quinze gehaltenen Petit Appartement von Ludwig XV. in Versailles. Der Nachfolger des Sonnenkönigs bildet auch das inhaltliche Leitmotiv in der Ausstattung und den Themen der Gemälde. Die Räume sind eine Neuschöpfung des Neorokoko und sind, anders als die Paradezimmer, zwar eine Interpretation, aber keine Nachahmung des französischen Vorbilds. Von den Paradezimmern kommend, beginnt die Flucht der Wohnräume mit dem königlichen Schlafzimmer, dem wirklich von Ludwig II. bei seinem Aufenthalt im Schloss genutzten Schlafraum. Das prunkvolle Bett steht in einem Alkoven und ist durch eine niedrige Balustrade vom übrigen Raum getrennt. Der Schlafraum ist in seinen Dimensionen zwar bescheidener als das Prunkschlafzimmer im Hauptflügel, aber ebenso aufwändig gestaltet. Es schließt in seiner Ausstattung an das bereits für Linderhof entwickelte zweite Rokoko an. Als Kontrastfarbe zu den weißen und goldenen Flächen dienen dunkelblaue Töne, die im Schloss Herrenchiemsee als Symbolfarbe für den Bauherrn Ludwig II. stehen. Das Schlafzimmer ist über eine Geheimtreppe mit dem darunter liegenden Ankleidezimmer und dem ovalen Marmorbad verbunden. Eine Wandtür führt aus dem Schlafzimmer in das kleine Marie-Antoinette-Kabinett, das dem Andenken an die von Ludwig II. besonders verehrte französische Königin diente und – als einziger Raum des Schlosses – im Stil Louis-seize ausgestaltet wurde.
Auf das Schlafzimmer folgt das sogenannte Arbeitszimmer. Für diesen Raum wurde in Paris innerhalb von zwei Jahren bis 1884 eine Kopie des Bureau du Roi von Johann Heinrich Riesener geschaffen, ein Schreibtisch, der zu den berühmtesten Möbelstücken Versailles’ gehörte und auf dessen Fertigstellung Ludwig XV. mehr als zehn Jahre warten musste. Dem Arbeitsraum benachbart ist das ovale Esszimmer, das nach einem ähnlichen Salon im Hôtel de Soubise gestaltet ist. Es ist wie das Esszimmer in Linderhof mit einem mechanisch betriebenen Tischlein-Deck-Dich versehen, einer Hubvorrichtung, die es dem König ermöglichte, ohne die Anwesenheit von Bediensteten zu speisen; der Esstisch konnte mit einem Teil des Fußbodens um eine Etage abgesenkt und dort gedeckt werden. Die Speisen mussten in der Hofküche des Alten Schlosses zubereitet und ins Neue Schloss gebracht werden, da es dort zu Lebzeiten des Königs noch keine funktionierende Küche gab. Das sogenannte Blaue Kabinett, das unvollendete Porzellankabinett und das Marie-Antoinette-Kabinett ergänzen die drei Wohnräume des Königs. Diese kleinen Salons sollten als Ruhe- und Schauräume dienen und sind hinter der großen Zimmerflucht um den Lichthof gruppiert. Der aufwändige Kronleuchter des Porzellankabinetts ist, wie auch jener des Speisezimmers, ein Einzelstück aus der Meißner Manufaktur. Als letzter Raum des Wohntraktes befindet sich die Kleine Spiegelgalerie am Ende des Nordflügels, die als 20 Meter lange Verbindung zum unvollendeten nördlichen Treppenhaus dient und in ihrem Grundkonzept mit jeweils einem Vorraum am Anfang und am Ende an die Große Spiegelgalerie anknüpft. Die Kleine Spiegelgalerie hatte ein ähnliches Pendant in Versailles, das im Rahmen eines Umbaus dort aber 1752 zusammen mit der Gesandtentreppe abgebrochen wurde.
Die Ausstattung der Zimmer und Salons erfolgte in zwei Abschnitten: Die nach Versailler Vorbild gestalteten neun Repräsentationsräume stattete Georg von Dollmann bis 1881 aus, die königlichen Wohnräume schufen Julius Hofmann und Franz Paul Stulberger bis 1885. Die Gemälde des Schlosses schufen unter anderem Wilhelm Hauschild, Ferdinand Piloty, Ludwig Lesker und Franz Widnmann. Ludwig II. ließ die an der Ausstattung beteiligten Künstler zum Teil nach Versailles reisen, damit sie vor Ort die Vorlagen studieren konnten. Die Wand- und Deckengemälde der Paradezimmer übernehmen thematisch weitgehend den Inhalt der entsprechenden Vorbilder: Das Leben und Wirken des französischen Sonnenkönigs sowie Szenen und Allegorien aus der Römischen und der Griechischen Mythologie. Die Wohnräume, denen ein entsprechendes Versailler Vorbild fehlt, führen die Motive aus der Mythologie fort und sind um Szenen aus dem Leben Ludwigs XV. und des Hofalltags in Versailles ergänzt. Die Möblierung Herrenchiemsees erfolgte ohne Bezugnahme auf das Versailler Vorbild, dessen Ausstattung infolge der Revolutionen von 1789 und 1848 durch Verkäufe und Plünderungen zu einem großen Teil verloren ging.

## Park

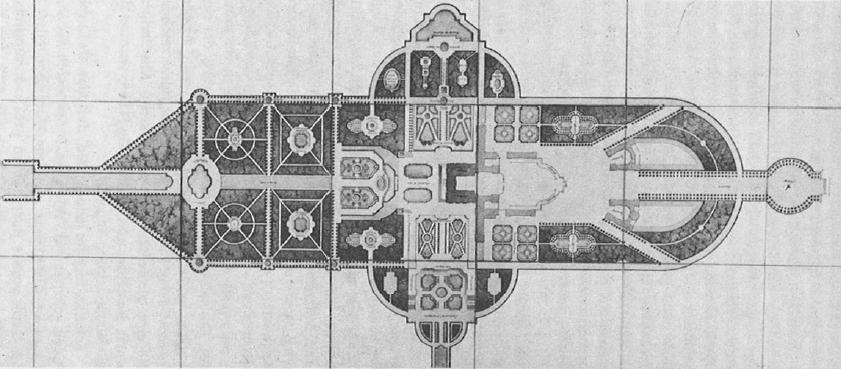
Entwurf des unvollendeten Parks, 1887

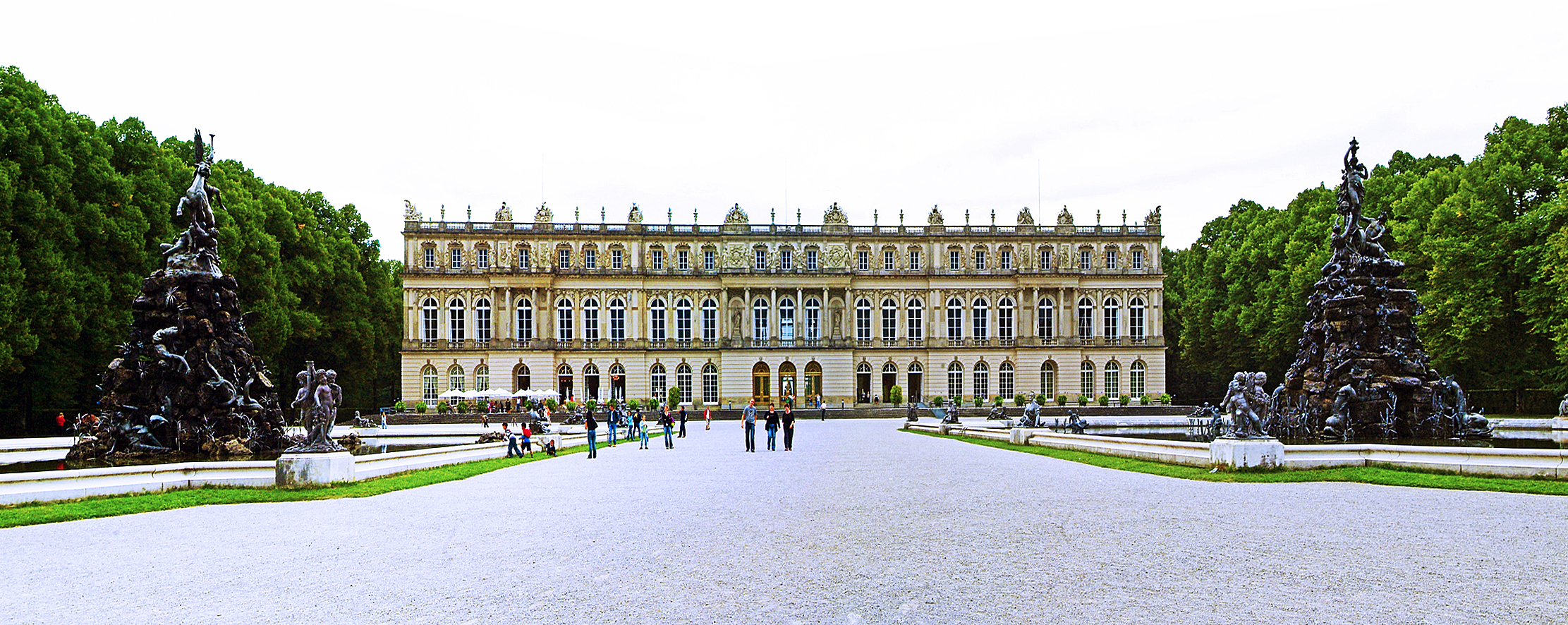
Oberes Gartenparterre mit Fama- und Fortunabrunnen

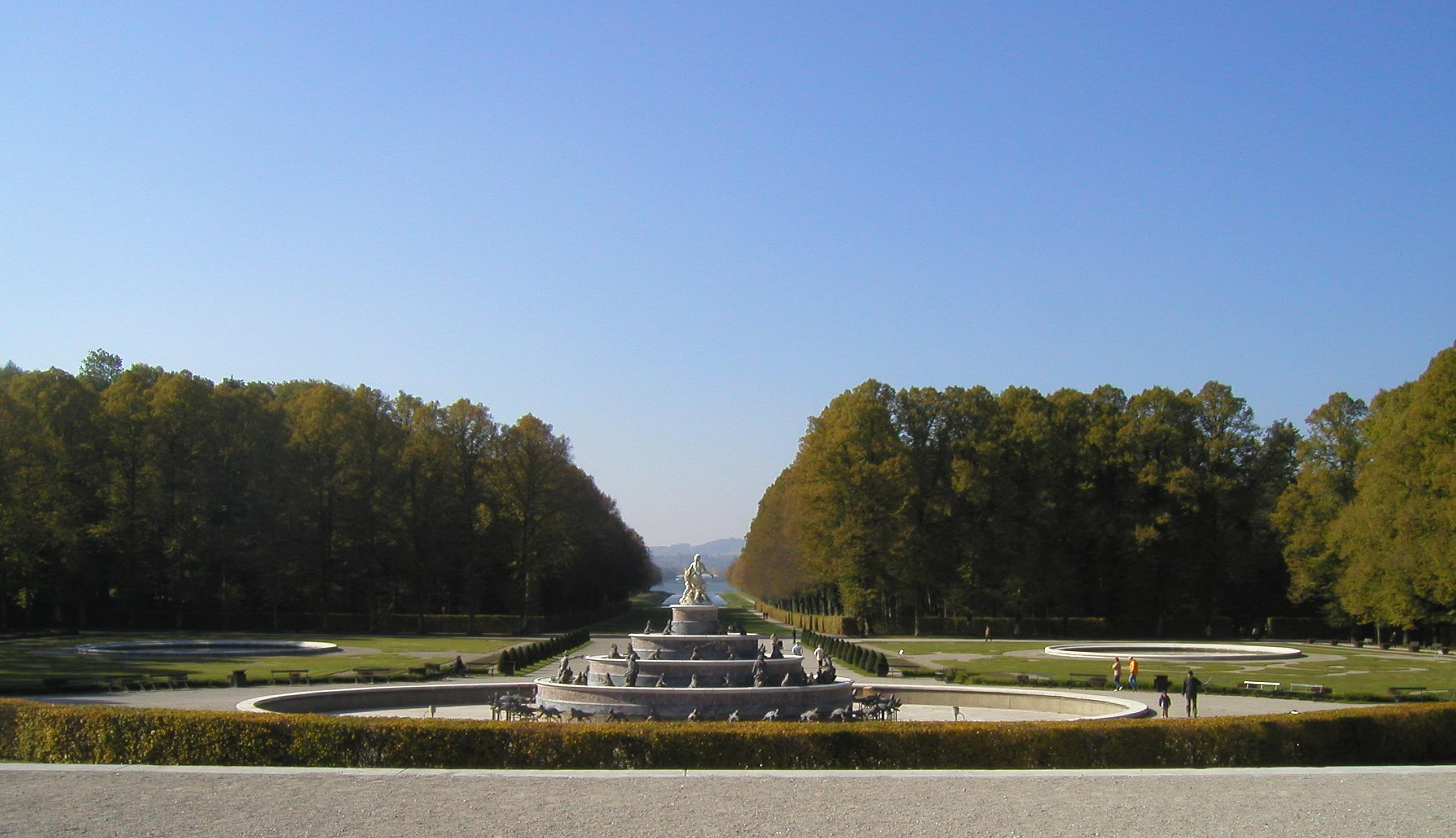
Unteres Gartenparterre mit Latonabrunnen

Der Schlosspark ist in seiner heutigen Gestalt eine weitgehend identische Nachahmung der im 17. Jahrhundert von André Le Nôtre geschaffenen westlichen Versailler Hauptachse. Der Schlossgarten in der Mitte der Herreninsel umschließt eine rechteckige Fläche von etwa 120 × 400 Metern, deren östliches Drittel das Schlossgebäude einnimmt. Die gesamte Gartenanlage, die östliche Avenue und der westlich gelegene Stichkanal zum See rahmt eine doppelte Lindenallee. Für die Gestaltung des Schlossparks wurde der königliche Hofgärtner Carl von Effner verpflichtet, ein Schüler des Gartenarchitekten Peter Joseph Lenné. Effner legte die ersten Entwürfe 1875 vor. Wie das Schloss waren die Gartenanlagen in ihrer geplanten Gestalt zwar als Zitat, aber nicht als genaue Kopie des Versailler Vorbildes gedacht, die sich durch die geringen Höhenunterschiede der Insel und den begrenzten Platz auch nicht in vollem Umfang hätte verwirklichen lassen. Effners Entwürfe konnten aus Kostengründen nicht in ihrem geplanten Umfang umgesetzt werden, die Herrenchiemseer Gärten verblieben wie das Schloss unvollendet.
Der nach dem Schema klassischer Barockgärten entworfene Schlosspark sollte in seiner Grundstruktur kreuzförmig angelegt werden und die niedrige Terrasse vor dem Schloss den Mittelpunkt bilden. Die aus Versailles adaptierte Hauptachse führte in ostwestlicher Richtung durch die Insel und sollte von einer untergeordneten nordsüdlichen Achse gekreuzt werden. Das westlich gelegene Hauptgartenparterre war als direkte Reminiszenz an das Vorbild geplant, mit einer Kopie der Brunnen der Latona und des Apollon, den großen Wasserbecken und den Broderieparterres vor dem Corps de Logis. Die zahlreichen Boskette des Vorbilds waren in diesem Plan auf vier große und ein halbes Dutzend kleinerer Boskette reduziert, deren individuelle Gestaltung ohne Bezugnahme auf Versailles erfolgt wäre. Nördlich des Schlosses war eine kleinere Variante des Versailler Nordparterres geplant. Wie dort sollte auch auf Herrenchiemsee ein dem Meeresgott Neptun gewidmetes Wasserbecken den Abschluss bilden. Der südliche Gartenbereich kopiert das aufwändige Parterre du midi und das Orangerieparterre in Versailles, wobei auf die Anlage der im Original in einen Hang gebauten Orangerie aufgrund des flachen Geländeniveaus verzichtet werden musste. Für den östlichen Parkbereich hinter dem Corps de Logis musste für den Herrenchiemseer Garten eine eigene Lösung konzipiert werden, da sich beim Vorbild dort die Stadt befindet. Die Nachahmungen der Versailler Place des Armes samt den Marstallbauten sollten in Herrenchiemsee eine große Hoffläche bilden, die ringsum von weiteren Parterres und Bosketten flankiert worden wäre. Wo sich in der französischen Stadt die Hauptzufahrt zum Schloss befindet, war in Herrenchiemsee eine 900 Meter lange Avenue mit abschließendem Rondell in Richtung des Sees geplant, an deren Ende sich die Schiffsanlegestelle befinden sollte.
Die Arbeiten an den Gartenanlagen begannen zeitgleich mit dem Bau des Schlosses 1878. Der Aushub des Schlosskellers diente zur Einebnung des Geländes des Wasserparterres, für die Versorgung der Wasserspiele wurde am Ostufer der Insel ein Pumpwerk errichtet. Die Erdbewegungen zogen sich bis ins Jahr 1881 hin, die eigentliche Gartenanlage nahm erst von diesem Zeitpunkt Gestalt an. Durch die zunehmenden Probleme bei der Finanzierung wurde der Ausbau des Schlossgartens nicht vollendet. Bis zum Tod des Königs war nur das Hauptparterre ohne die flankierenden Boskette angelegt. Auf den Ausbau des nördlichen, des südlichen und des östlichen Gartenbereichs wurde schließlich ebenso verzichtet wie auf die Anlage des Apollobassins. Ludwig II. beabsichtigte zudem, die Insel durch eine rundum führende Parkeisenbahn zu erschließen, doch auch dieses Vorhaben wurde nicht mehr ausgeführt. Nachdem die Arbeiten an den Gärten zwischenzeitlich zum Erliegen gekommen waren, führte Effners Nachfolger Jakob Möhl die bereits vorhandenen Bereiche bis 1890 abschließend aus.
Vor dem Schloss liegen zwei große Wasserbecken, die das Parterre d’eau des Vorbilds adaptieren. Die Bassins des Fama- und des Fortunabrunnens konnten noch zu Lebzeiten Ludwigs II. fertig gestellt werden. Sie erwiesen sich jedoch als undicht und wurden nach seinem Tode mit Rasen bepflanzt. Eine Rückführung in den Ursprungszustand erfolgte erst von 1991 bis 1994. Die zentralen Figurenfelsen mit den Darstellungen des Glücks und des Ruhmes sind eine Abweichung vom Vorbild, sie entstammen nicht dem Schloss von Versailles, sondern sind Interpretationen der Wasserspiele des Palacio Real von La Granja. Beide Brunnenaufbauten waren viele Jahrzehnte defekt, sie sind erst seit 1994 saniert und seitdem in den Sommermonaten in Betrieb. Neben den großen Bassins gehören zwei kleinere Marmorbrunnen zum Parterre d’eau, die sich seitlich am Übergang zum Parterre der Latona befinden und die mit wasserspeienden Löwen und Figuren der Diana, der Venus, der Amphitrite und der Flora geschmückt sind. Unterhalb des Wasserparterres führt eine Freitreppe zum ovalen Brunnen der Latona und zu den sich davor ausbreitenden, mit Blumenrabatten geschmückten Rasenparterres, aus dem Garten führt ein Tapis vert in Richtung Westen zur Fläche des unvollendeten Apollobrunnens. Die beiden Bassins können im Vorbild als Allegorien auf Ludwig XIV. betrachtet werden, der als Sonnenkönig mehrfach mit dem Lichtgott Apollon verglichen wird. Wo in Versailles der kreuzförmige Große Kanal beginnt, ist auf Herrenchiemsee ein Stichkanal in Richtung des Sees angelegt. Nach einer Absenkung des Wasserstands des Chiemsees im Jahr 1904 versumpfte der Kanal, sein Bett wurde von 1993 bis 1997 nach einer weiteren Regulierung des Wasserstands neu ausgehoben.
Das bewaldete Gelände außerhalb des Schlossgartens verblieb weitgehend in seinem ursprünglichen Zustand und sollte als sogenannter Inselpark einen Kontrast zu den formalen Gärten bieten. Die rund 230 Hektar große Insel erschließt ein knapp sieben Kilometer langer Rundweg, der an verschiedenen Stellen durch Sichtachsen den Blick auf das Schloss und die Gärten gewährte, die aber zum großen Teil zugewachsen sind. Die Sichtachsen der Gegenrichtung des Schlossbereichs endeten vor Baum- und Heckenwänden, da der König ausdrücklich keine Aussicht auf die umgebende Landschaft des Chiemsees wünschte. Anlässlich der Landesgartenschau 2010 erhielt der Garten von 2008 bis 2009 eine neue Bepflanzung. Neben mehr als 10.000 Blumen wurden erstmals auch zahlreiche Zitrusbäume aufgestellt, wie sie in den Gartenplänen des 19. Jahrhunderts bereits vorgesehen waren.

## Denkmalschutz
Das Schloss Herrenchiemsee steht unter Denkmalschutz und in der Denkmalliste des Bayerischen Landesamtes für Denkmalpflege erfasst. Unter dem Aktenzeichen D-1-87-123-26 sind aufgeführt der Schloßbau als zweigeschossige Dreiflügelanlage, die axiale Außenanlage in Ost-West-Ausrichtung mit Brunnen, Bassins, Blumenparterre, Freitreppen, Terrassen und Skulpturen sowie das Bedienstetengebäude.